# Комуністичний інтернаціонал
Комуністи́чний інтернаціона́л (скорочено Комінте́рн), або ж Тре́тій інтернаціона́л — міжнародна організація комуністичних партій, яка керувалась Кремлем і знаходилась під повним контролем Іноземного Відділу НКВС (розвідка, спецоперації).
Відповідно до § 1 Статуту Комінтерну 
| Комуністичний інтернаціонал - Міжнародне товариство робітників - являє собою об'єднання комуністичних партій окремих країн, єдину світову комуністичну партію. Являючись вождем і організатором світового революційного руху пролетаріату, носієм принципів і цілей комунізму, Комуністичний інтернаціонал бореться за завоювання більшості робітничого класу і широких верств незаможного селянства, за встановлення світової диктатури пролетаріату, за створення Всесвітнього союзу соціалістичних радянських республік, за повне знищення класів і здійснення соціалізму, - цієї першої ступені комуністичного суспільства [1]. Оригінальний текст (рос.) § 1. Коммунистический интернационал — Международное товарищество рабочих — представляет собой объединение коммунистических партий отдельных стран, единую мировую коммунистическую партию. Являясь вождем и организатором мирового революционного движения пролетариата, носителем принципов и целей коммунизма, Коммунистический интернационал борется за завоевание большинства рабочего класса и широких слоев неимущего крестьянства, за установление мировой диктатуры пролетариата, за создание Всемирного союза социалистических советских республик, за полное уничтожение классов и осу-ществление социализма, — этой первой ступени коммунистического общества. |
| Кінцевою метою, до якої прагне Комуністичний Інтернаціонал, є заміна світового капіталістичного господарства світовою системою комунізму [2]. Оригінальний текст (рос.) Конечной целью, к которой стремится Коммунистический Интернационал, является замена мирового капиталистического хозяйства мировой системой коммунизма. |
Заснований 1919 року в Москві за ініціативи Володимира Ульянова, який оголосив «мертвим» Другий інтернаціонал після початку Першої світової війни 1914 року. 1943 року Й. Сталін розпустив Комінтерн на вимогу керівництва союзників СРСР у Другій світовій війні — США та Великої Британії.
Комінтерн був однією з найважливіших політичних організацій першої половини XX століття. Основною офіційно зазначеною метою його створення була світова революція, яка, країна за країною, мала охопити увесь Світ. До кінця 1920-х років ця ціль застаріла, втратила актуальність, і тому стала суперечити доктрині сталінізму — побудови «соціалізму в окремій країні». Організація Комінтерну перетворилася на радянський інструмент підривної діяльності (шпигунства та диверсій) у країнах Заходу на користь СРСР. Формальним керівним органом Комінтерну був Світовий конгрес. Окремі учасники формували лише секретаріат та президію Виконавчого комітету Комуністичного інтернаціоналу (ВККІ). Реально та безпосередньо роботу Комінтерну очолювало Політбюро ЦК ВКП(б) та, за його розпорядженнями,— ОГПУ та Іноземний відділ НКВС (рос. ИНО НКВД). Вони ж здійснювали і «ротацію» кадрів — арешти та знищення членів зарубіжних партій.
Починаючи від середини 1920-х років, Комінтерн використовувався керівництвом СРСР—ВКП(б) для так званої «більшовизації» комуністичних партій і був інструментом впливу на комуністичні партії та організації в інших країнах. Після захоплення групою Й. Сталіна абсолютної влади у ВКП(б) і СРСР наприкінці 1927 року, у відносинах із зарубіжними компартіями домінантою став пріоритет інтересів Радянського Союзу і підпорядкування цим інтересам діяльності всіх компартій. Захопивши повноту влади, Сталін проголосив «наявність» зобов'язань пролетарів «всіх країн» перед «диктатурою пролетаріату в СРСР».

## Огляд
У програмних документах та проголошених цілях Комінтерн спирався на ідеї Карла Маркса та Фрідріха Енгельса. Однак, визначальний вплив під час заснування мали ідеї В. Леніна та більшовиків Росії. Згідно з ними, світ перебував на етапі імперіалізму та війни, тобто, на порозі революції. Такі ідеї спиралися на тогочасний стан справ, досвід Першої світової війни 1914—1918 років та спричинені нею події, наприклад: розпад монархії Габсбургів, лютнева революція в Німеччині 1918 року та масові страйки в Європі та США. Але найбільшого натхнення більшовицькому керівництву Росії надавав успіх Жовтневого перевороту 1917 року. Внаслідок перевороту до влади прийшли більшовики, що відкрило можливість розбудови «соціалістичної держави». Згідно з ідеями засновників комінтерну належало перетворити жовтневий переворот на світову революцію, що мало призвести до встановлення «диктатури пролетаріату» в усьому світі. При цьому Комінтерн, що був організацією із суворою дисципліною, мав взяти на себе координацію та керівництво подіями.
Визначальний вплив на історію Комінтерну мали російські більшовики, а згодом — Всесоюзна комуністична партія (більшовиків). ВКП(б) істотно переважала інші комуністичні партії, як кількісно, так і доступними матеріальними ресурсами. Для порівняно менших комуністичних партій інших країн більшовики були прикладом «успішних революціонерів». Інші партії залежали від них як ідеологічно та організаційно, так і, часто, фінансово. 

На цьому тлі історію комінтерну можна поділити на три фази:
1. Починаючи від жовтневого перевороту 1917 року і до 1920 року; розбудова всесвітнього комуністичного руху з метою здійснення світової революції мала велику вагу для лідерів Радянської Росії. Заради досягнення цієї мети керівники Радянської Росії були готові йти на жертви.
2. Від початку 1920-х років відбувається консолідація радянської влади. На цьому етапі використання організації радянською владою як інструменту збалансовує ідею світової революції.
3. Приблизно від середини 1920-х років розпочалася третя фаза, пов'язана зі сходженням Й. Сталіна до влади у Радянському Союзі. Комінтерн став служити виключно інтересам радянської держави. Й. Сталін диктував курс та використовував організацію як інструмент зовнішньої політики.

Початкова мета комінтерну,— пролетарсько-комуністична світова революція,— не була досягнута, і з середини 1920-х років перестала фігурувати в його політиці. Хоча комуністичний інтернаціонал і був масовою організацією, жодній іншій комуністичній партії — члену комінтерну окрім радянської, не вдалось здобути владу. Політика російського керівництва Комінтерну призвела до політичної поляризації та розбрату у міжнародному робітничому русі лівого спектру, що супроводжувалися поширенням фашизму в Європі.
1922 року Комінтерн об'єднував 66 партій з 1.2 мільйонами членів. 1928 року до Комінтерну входило 40 партій з 1.6 мільйонів членів, з них 440 000 за межами Радянського Союзу. 1935 вже налічувалась 61 партія з 3.1 мільйона членів, з яких 785 000 за межами Радянського Союзу.
Було створено також кілька організацій, що підлягали керівництву Комінтерном. 1921 року — Червоний інтернаціонал профспілок — Профінтерн, що проіснував до 1937 року. 1919 року — Комуністичний інтернаціонал молоді (КІМ), що мав понад 200 000 членів. Були також створені Селянський інтернаціонал та Міжнародна жіноча рада. 

До 1926 Комінтерн очолював Григорій Зінов'єв, після нього, до 1928 року, головою був Микола Бухарін. 1935 генеральним секретарем став Георгій Димитров.
Комінтерн було розпущено 1943 року. Внаслідок втілення політики Сталіна він втратив політичний сенс задовго до того. За кардинально відмінних умов 1947 року Радянським Союзом було створено начебто наступника — Комуністичне інформбюро (Комінформ).

## Організаційна будова Комінтерну

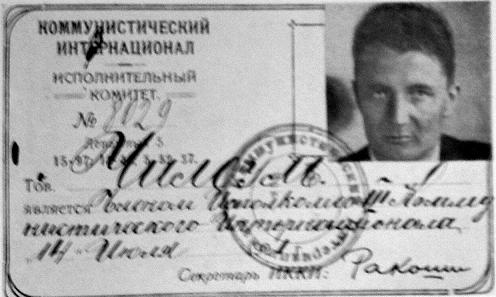
Посвідчення члена Виконкому Комінтерну

Комінтерн вважався комуністами «єдиною світовою комуністичною партією». На противагу II Інтернаціоналові, побудованому на засадах федералізму, Комінтерн діяв на засадах так званого «принципу демократичного централізму», що вимагав від учасників «безумовної міжнародної дисципліни». Окремі партії, що входили до Комінтерну, мали назву «Комуністична партія такої-то країни (секція Комінтерну)».
Верховний орган Комінтерну — Всесвітній конгрес.
Конгрес обирав Виконавчий комітет Комуністичного інтернаціоналу (ВККІ) та Інтернаціональну контрольну комісію (ІКК).

### Виконавчий комітет Комуністичного інтернаціоналу
Виконком обирав президію як постійно діючий орган.
Рішення ВККІ та його президії були обов'язковими для Центральних комітетів усіх секцій (партій — членів Комінтерну).
Президія призначала політсекретаріат, а також постійні комісії, — лендерсекретаріати, — для керівництва групами секцій.
Голови: Григорій Зинов'єв, Микола Бухарін, Георгій Димитров.
У грудні 1921 року була введена посада Генерального секретаря ВККІ на яку був обраний Отто Куусінен.

### Політсекретаріат Виконавчого комітету
Першим Генеральним секретарем Третього інтернаціоналу була призначена Анжеліка Балабанова.

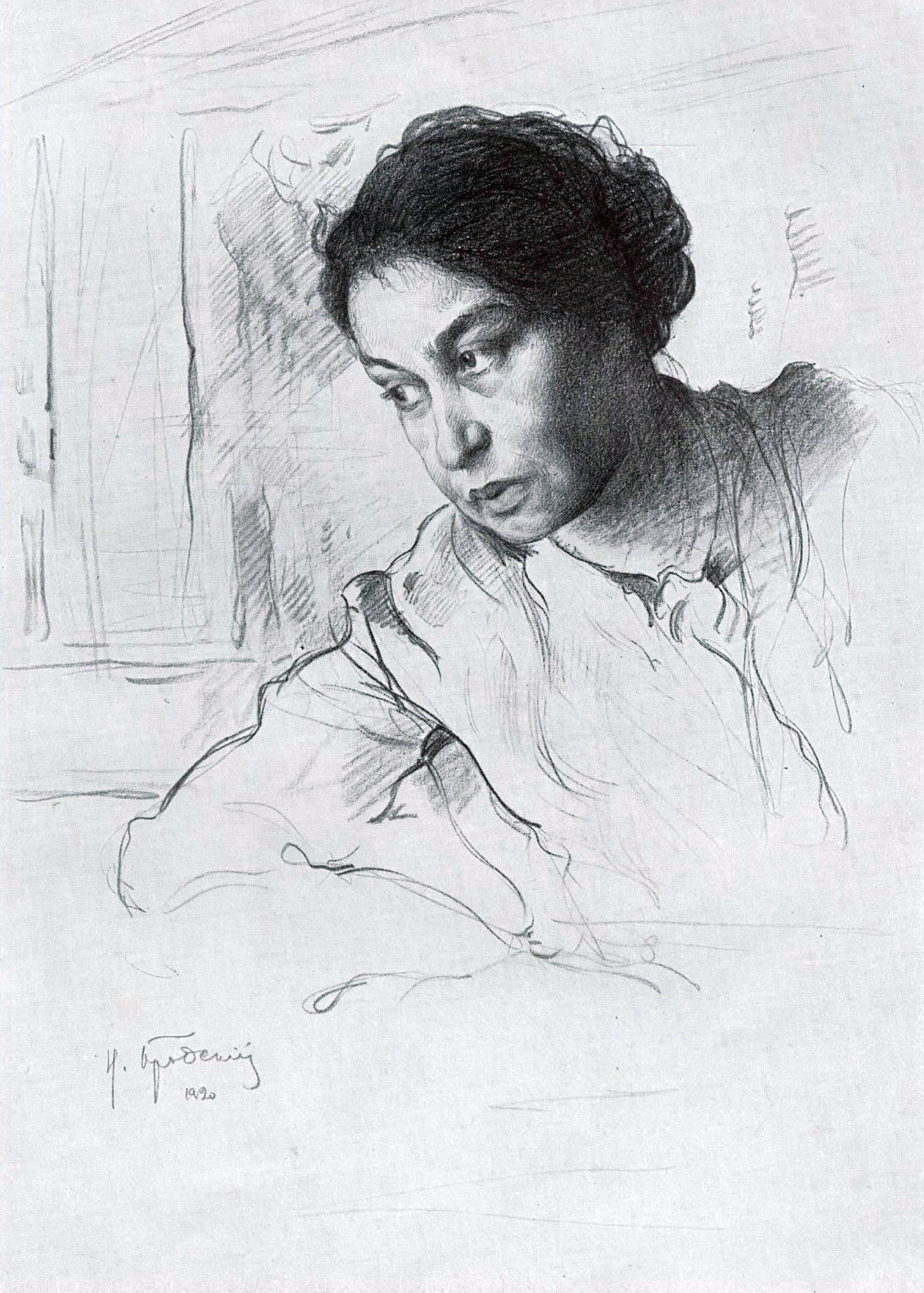
Анжеліка Балабанова під час II Конгресу, 1920

Секретарі: Карл Радек, Матяш Ракоші, Д. Мануїльський, Жюль Ембер-Дро, Отто Куусінен, М. Кобецький.

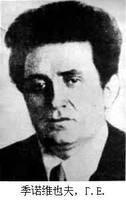
Григорій Зинов'єв
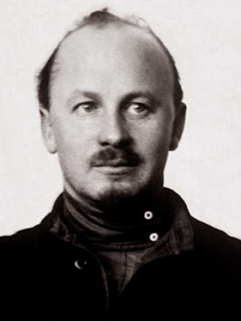
Микола Бухарін
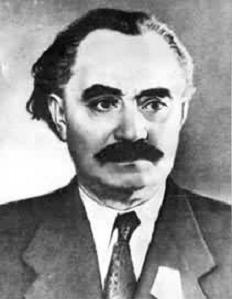
Георгій Димитров
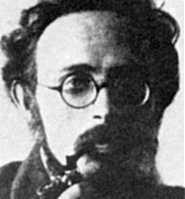
Карл Радек
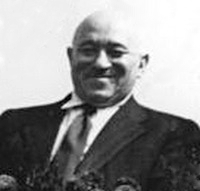
Матяш Ракоші
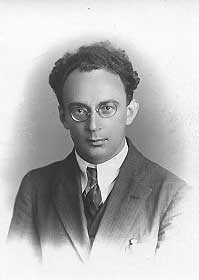
Жюль Эмбер-Дро
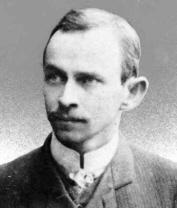
Отто Куусінен

#### Лендерсекретаріати
Лендерсекретаріати були основним політичним апаратом ВККІ. Вони розробляли й готували до розгляду Політсекретаріатом та Президією ВККІ питання, пов'язані з окремими партіями. Були створені Шостим розширеним пленумом ВККІ у складі 3-х — 7-ми членів. Після VI-го конгресу (1928) були устворені лендерсекретаріати: середньо-європейський, англо-американський, скандинавський, балканський, польсько-прибалтійський, романський, латино-американський та східний.

### Західноєвропейське бюро Комінтерну
У 1929—1933 роках бюро очолював Георгій Димитров. На нелегальній роботі у бюро знаходився Любарський Ной Маркович.

### Інтернаціональна контрольна комісія Комінтерну
Провадила перевірки членів компартій різних країн і приймала рішення про їх знищення. Керівник: Зігмас Ангаретіс.

### Бюджетна комісія Комінтерну
Бюджетна комісія була обрана 14 липня 1921 року. На той час до неї входило 5 осіб: Ф. Геккерт, Б. Кун, Г. Валецький, М. Ракоші, Д. Попов. 19 липня до неї був введений Й. П'ятницький (О. Таршис), що рішенням Малого бюро був обраний скарбником Комінтерну.
25 серпня 1921 року на засіданні Політбюро ЦК РКП(б) розглядалася постанова Оргбюро щодо введення до Бюджетної комісії Комінтерну представника ЦК РКП(б). Було прийняте рішення про створення комісії для розгляду питань фінансування іноземних партій. До складу комісії мав увійти голова Комінтерну або його замісник, а також один член Бюро Комінтерну, із обов'язковим включенням представника ЦК РКП(б) та М. Литвинова. На комісію покладався попередній розгляд річних бюджетів, а також екстрених виплат коштів окремим партіям. Комісія мала подавати свої рішення на затвердження Політбюро ЦК РКП(б).
26 серпня Мале бюро ВККІ дало директиву Бюджетній комісії, щоб вона економила кошти та готувала секції Комінтерну «до роботи власним коштом». Але ця пропозиція ніколи не була здійснена.

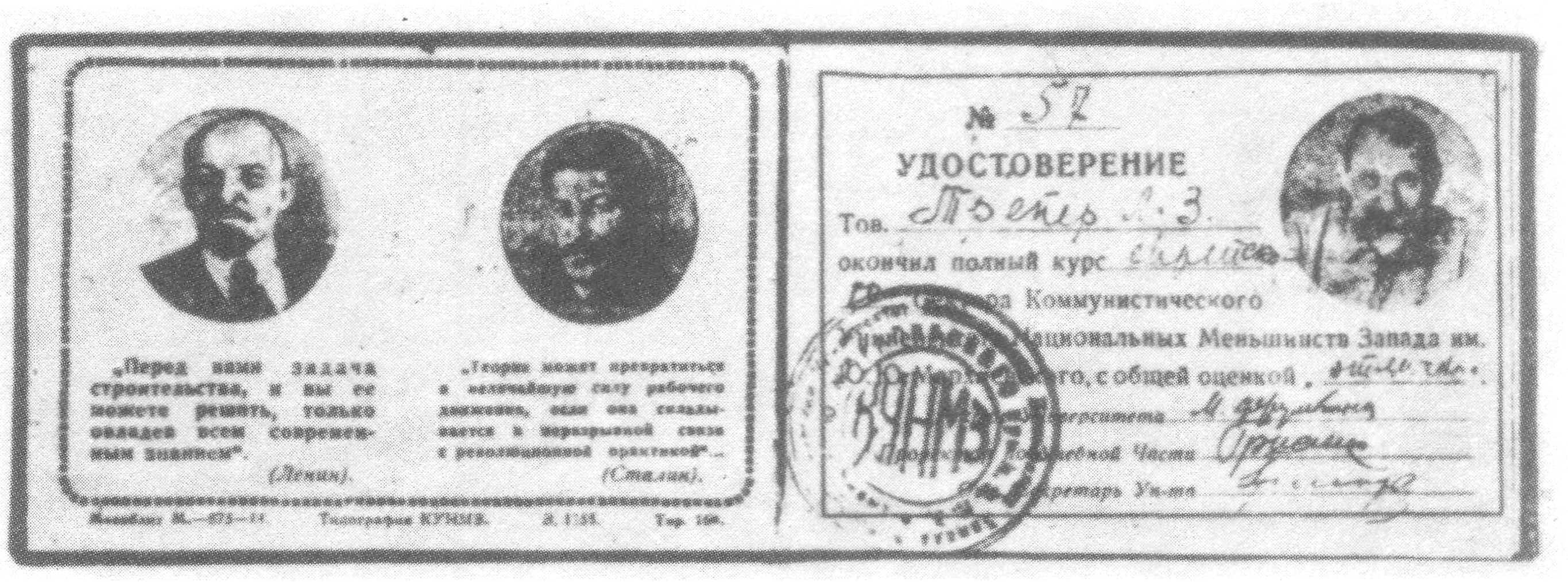
Посвідчення Комуністичного університету національних меншин Заходу

### Навчальні заклади Комінтерну

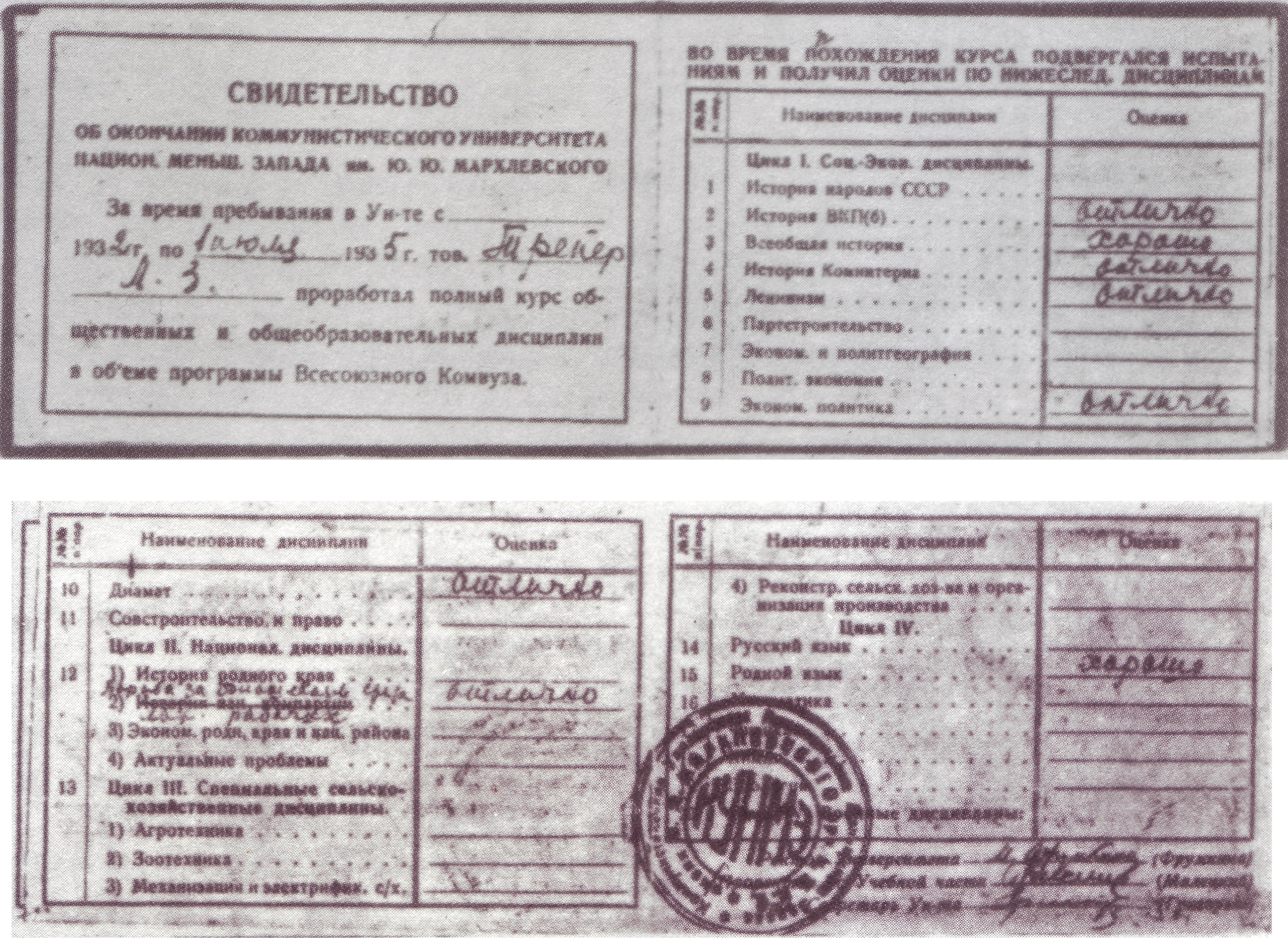
Свідоцтво про закінчення Комуністичного університету національних меншин Заходу ім. Ю. Ю. Мархлевського

Від початку заснування керівництво Комінтерну вважало важливим завдання політичної та військової підготовки керівних кадрів комуністичних партій. Тому від середини 1920-х років у СРСР було створено кілька навчальних закладів, що працювали під безпосереднім керівництвом ВККІ, і де навчалися комуністи із країн Європи, Азії, Латинської Америки.
1921 року був організований Комуністичний університет трудящих Сходу та Комуністичний університет національних меншин Заходу.
Комуністичний університет національних меншин Заходу налічував близько двох десятків секцій, котрі формувалися за національною ознакою: польська, німецька, угорська, болгарська, югославська(до якої входили сербська та хорватська групи), єврейська, — що охоплювала комуністів-євреїв із усіх країн та, ще й до того ж, євреїв із СРСР — членів партії.
Першим ректором був Юліан Мархлевський.
1925 року був відкритий Університет імені Сунь Ятсена.
У квітні 1926 року, згідно з рішенням конгресу Комінтерну були створені Міжнародні ленінські курси, що їх через два роки були перейменовано на Міжнародну ленінську школу.
В усіх чотирьох навчальних закладах нараховувалося від двох до трьох тисяч студентів. Окрім трьох навчальних циклів студентів навчали також військовій справі.

### Видання Комінтерну
- «Коммунистический интернационал» — часопис, друкований орган Виконавчого комітету Комінтерну, виходив друком від травня 1919 до червня 1943, спочатку російською, французькою, німецькою, а пізніше також англійською, іспанською та китайською мовами. Містив статті із найважливішої проблематики теорії та тактики світового комуністичного, робітничого та національно-визвольного руху. Одна із перших статей — «В. Ленин. Третий Интернационал и его место в истории» (травень 1919). Найбільш відомими авторами були: Г. Димитров, П. Тольятті, Д. Мануїльський, М. Торез, Е. Тельман, О. Куусінен, К. Цеткін та інші.[9]

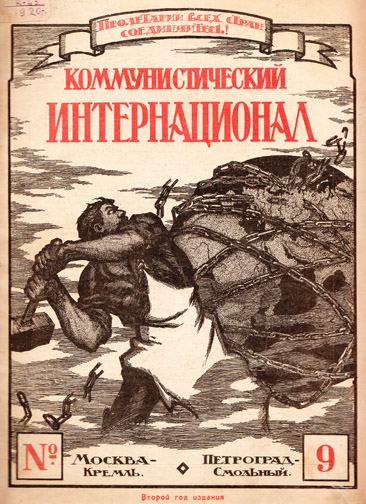
Обгортка часопису російською
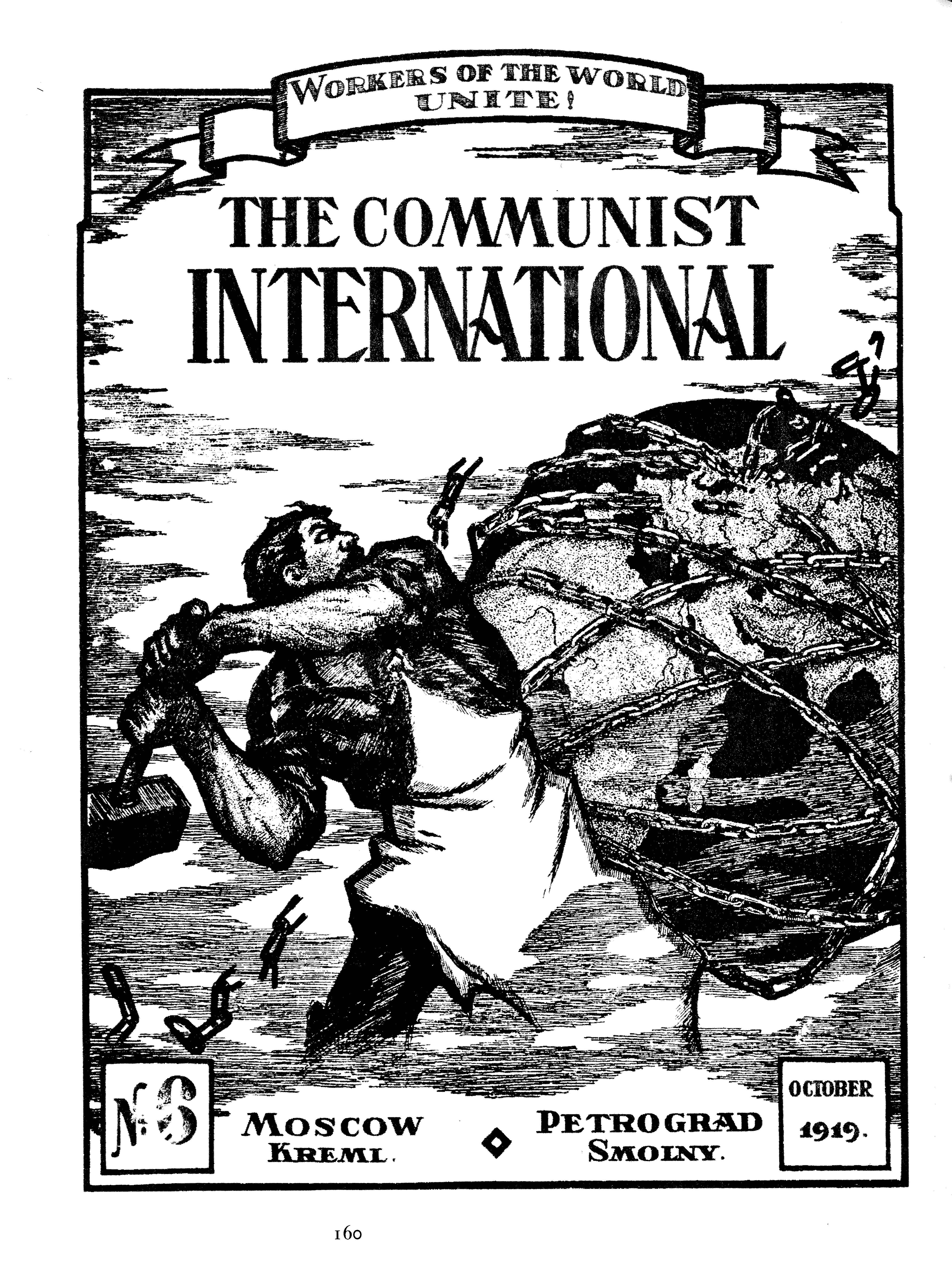
Обгортка часопису англійською
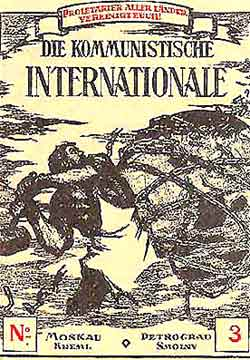
Обгортка часопису німецькою

- «Інтернаціональна прес-кореспонденція» (скорочено «Інпрекор») — інформаційний орган Комінтерну, що виходив щотижня, починаючи від вересня 1921 року, німецькою, англійською та французькою мовами.

### Секції Комуністичного інтернаціоналу
Комінтерн складався із секцій, тобто партій окремих країн, та організацій, що симпатизують йому. Кількісний склад на час кожного конгресу був таким:
| Конгрес | Кількість секцій | Кількість організацій, що симпатизують КІ |
| I       | 19               | 16                                        |
| II      | 35               | 31                                        |
| III     | 50               | 53                                        |
| IV      | 58               | 8                                         |
| V       | 47               | 13                                        |
| VI      | 56               | 9                                         |

До складу Комінтерну,— як секція,— входив КІМ — Комуністичний інтернаціонал молоді.

### Фінансування діяльності Комінтерну та секцій Комінтерну
На першому після VIII з'їзду РКП(б) пленумі ЦК 25 березня (за участі Леніна, Зинов'єва, Крестинського, Бухаріна, Сталіна, Томського, Каменєва, Дзержинського, Бєлобородова, Муранова, Євдокімова, Серебрякова і Стасової) розглядалося питання про фінансування Комінтерну. 26 березня, на першому засіданні Виконкому Комінтерну Г. Зинов'єв повідомив про постанову ЦК РКП(б) відкрити III Інтернаціоналу кредит в 1 000 000 рублів.
На засіданні Оргбюро ЦК РКП(б) 7 травня 1919 року розглядався кошторис III Комуністичного Інтернаціоналу. І хоча у заяві А. Балабанової містилося прохання асигнувати 10 млн рублів, було вирішено виділити 3 млн.
Фінансування Комінтерну, забезпечення субсидій компартіям здійснювалося за рахунок державної скарбниці РРФСР—СРСР. Коштами, що надходили із Москви забезпечувалися головні видатки компартій на утримання свого апарату, видання газет та партійної літератури, на проведення з'їздів та конференцій, на виборчі кампанії і т. ін. Особливо великі кошти надсилалися при заснуванні компартій, придбанні ними видавництв та типографій.
Секції Комінтерну,— тобто існуючі комуністичні партії та групи, що на той час формувалися у партії,— зверталися до Виконавчого комітету Комінтерну з проханням про фінансову допомогу. Бюро Виконкому подавало ці звернення до ЦК РКП(б), що й надавав субсидії або ж валютою, або ж коштовностями (найчастіше діамантами), котрі нелегально, спеціальними кур'єрами, вивозились за кордон і там реалізовувалися. Для кур'єрів виготовлялось спеціальне взуття для переховування у ньому діамантів.
На 15 серпня 1919 року ВККІ отримав від ЦК РКП(б) 6 140 000 рублів та на 1 305 000 коштовностей.
У грудні 1919 року Г. Зинов'єв запропонував відраховувати на користь Комінтерну гроші, зароблені під час комуністичних суботників, але Оргбюро ЦК РКП(б) відхилило цю пропозицію.
Протягом 1920 року були профінансовані: ЦК компартії Фінляндії — 25 млн руб. (5 млн одноразово й по 2 млн щомісяця), ЦК Латвії — 20 млн руб. (5 млн одноразово й по 2 млн щомісяця); надана допомога американським комуністам — 100 000 доларів. 1921 року виділено 200 000 рублів сріблом для Монгольської народно-революційної партії.
Фінансування партій та політичних режимів, що їх підтримували російські комуністи, відбувалося до ліквідації КПРС (1991), спочатку, начебто, від Комінтерну, пізніше — прямо, через Управління справами ЦК КПРС, із використанням агентури КДБ та ГРУ.

## Історія
З ініціативою створення Комуністичного інтернаціоналу, як Третього інтернаціоналу, у відповідь на негаразди із Другим інтернаціоналом, виступив В. Ульянов. У статті «Війна і російська соціал-демократія», написаній у вересні і надрукованій 1 листопада 1914 року, він писав:

| «2-й Интернационал умер, побежденный оппортунизмом. Долой оппортунизм и да здравствует очищенный не только от «перебежчиков», но и от оппортунизма 3-й Интернационал!… 3-му Интернационалу предстоит задача организации сил пролетариата для революционного натиска на капиталистические правительства, для гражданской войны против буржуазии всех стран за политическую власть, за победу социализма»[10]. |
Другий інтернаціонал, що був заснований 1889 року в Парижі як спілка соціалістичних партій, своїм корінням походив від Першого інтернаціоналу, створеного Карлом Марксом. 1914 року, з початком Першої світової війни розпався. Ліві партії, такі як німецька SPD, австрійська SDAPÖ, британська Лейбористська партія, стали на бік політики своїх національних урядів, наприклад, Burgfrieden в Німеччині. Ліві супротивники війни 1915 року у Швейцарії провели так звану Ціммервальдську конференцію, а 1916 року — конференцію у сусідньому селі Кінталь. В Ціммервальді було ухвалено складений Троцьким Ціммервальдський маніфест. Але міжнародну співпрацю в рамках робітничого руху відновити не вдалося. Оцінивши становище Ціммервальдського об'єднання у квітні 1917 року В. Ленін наполягав: «Потрібно заснувати саме нам, саме зараз, без затримки новий, революційний, пролетарський Інтернаціонал або ж, вірніше, не боятися визнати на повен голос, що він вже заснований і діє».
Нарешті, здійснений 1917 року в Росії більшовиками на чолі з Леніним та Троцьким жовтневий переворот та створення Радянської Росії призвело до поділу лівих партій на табори прихильників реформізму/соціал-демократії та комуністів із революційними гаслами.
У травні 1918 року у Радянській Росії була створена Центральна федерація іноземних груп при ЦК РКП(б), як керівний орган іноземних секцій РКП(б). Головою федерації був обраний Бела Кун. Як завдання федерації розглядалося «об'єднання усіх комуністів-іноземців, що є членами РКП(б), для спільної боротьби проти соціал-демократів-угодовців, об'єднання їх у III, Комуністичний Інтернаціонал».
У січні 1918 року у Петрограді відбулася нарада представників лівих груп соціалістичних партій, яка вирішила скликати міжнародну конференцію інтернаціоналістів.
У січні 1919 року у Петрограді відбулася нарада представників соціалістів-інтернаціоналістів, яка, на пропозицію В. Леніна, звернулася до комуністичних партій та лівих соціалістичних груп із закликом взяти участь в установчому з'їзді Комуністичного Інтернаціоналу.
Від 3 до 10 лютого 1919 року в Берні відбулась міжнародна конференція соціалістичних та соціал-демократичних партій. В конференції взяли участь 97 представників із 21 країн, які намагались відновити діяльність Другого інтернаціоналу.
На початку березня до Москви прибули представники 19-ти комуністичних партій та лівих соціалістичних організацій. Це зібрання було оголошено I конгресом комуністичних партій на якому був створений Третій, Комуністичний Інтернаціонал.
1919 року В. Ульянов виступив із обґрунтуванням необхідності створення Третього, Комуністичного інтернаціоналу (Виступ В. Ульяноваⓘ).
Комінтерн, від самого початку його заснування та діяльності, був тісно пов'язаний ідейно-політично та організаційно із Радянською Росією, із російською компартією і матеріально залежав від них. І хоча за Статутом Комінтерну Російська компартія, — РКП(б), потім ВКП(б),— була його секцією, тобто лише складовою частиною, насправді їй належало особливе місце — місце особливо впливової та вирішальної сили, що визначала напрямок і методи діяльності Комінтерну. Таке положення, за якого керівній верхівці російської компартії належав вирішальний голос при вирішенні комінтернівських питань, склалося внаслідок впливу багатьох факторів. Головним було те, що саме існування Комінтерну та його керівництва, успіх їх діяльності залежали від долі Радянської Росії, її становища. РКП(б)—ВКП(б), як партія, що була при владі і мала у своєму розпорядженні ресурси великої країни, мала вирішальне значення для світового комуністичного руху.

Від самого початку усі відповідальні працівники Комінтерну обиралися чи призначалися лише за обов'язкової згоди російської компартії.

Керівництво Комінтерну, повністю залежне своїм фізичним існування від влади у Росії, ніколи не займало позицій, що суперечили б інтересам РКП(б)—ВКП(б) та керованої нею країни. Із плином часу Комінтерн все більшою мірою виступав як знаряддя російської компартії та зовнішньої політики керованої нею держави.
Разом із тим, Комінтерн був не лише апаратом, що перебував у Москві. Він був також об'єднанням організацій та людей, що сповідували певну ідеологію, організуючим та керівним центром комуністичного руху в багатьох країнах світу. Компартії деяких країн відігравали помітну роль у соціально-політичному житті своїх країн, що було об'єктивно зумовлено радикальною тенденцією у робітничому русі. Саме цим було зумовлене існування, вплив та певна самостійність деяких компартій, що входили до Комінтерну, особливо у 20-ті роки. Але, щойно політика Комінтерну та компартій відривалися від свого коріння, їхній вплив зменшувався і, врешті-решт, це привело до його ліквідації.

### Всесвітні конгреси

#### I Всесвітній конгрес 1919 року— Установчий
На першому Всесвітньому конгресі, що відбувався від 2 до 6 березня 1919 року у Москві брали участь 51 делегат (33 делегати із ухвальним і 19 делегатів із дорадчим голосом) із 19 країн. 

Були репрезентовані такі комуністичні і соціалістичні групи та організації:
- комуністичні партії Росії, Німеччини, Німецької Австрії, Угорщини, Польщі, Фінляндії, України, Латвії, Литви і Білорусі, Естонії, Вірменії, області німців Поволжя,
- Шведська ліва соціал-демократична партія,
- Норвезька соціал-демократична партія,
- Швейцарська соціал-демократична партія (опозиція),
- Балканська революційна соціал-демократична федерація,
- об'єднана група східних народів Росії,
- Циммервальдське ліве крило Франції,
- комуністичні групи: чеська, болгарська, югославська, англійська, французька і швейцарська,
- голландська соціал-демократична група,
- Американська ліга соціалістичної пропаганди,
- соціалістична робітнича партія Америки,
- Китайська соціалістична робітнича партія,
- Корейський робітничий союз,
- секції Центрального бюро східних народів: туркестанська, турецька, грузинська, азербайджанська, перська,
- Циммервальдська комісія.

Вони представляли, однак, лише невеличкі та маргіналізовані революційні угрупування (до того ж створені РКП(б) на територіях, що їх утримували під своєю владою більшовики), за винятком двох великих та впливових партій: Російської комуністичної партії (більшовиків) та Комуністичної партії Німеччини (КПН). Німецький представник, Гуго Еберляйн, не голосував на користь затвердження рішення заснування Третього інтернаціоналу, оскільки ЦК його партії вважало передчасним постановку питання про заснування III Інтернаціоналу. Керівництво КПН розглядало це питання все ще згідно з поглядами вбитої у січні Рози Люксембург, яка постійно дистанціювалась від позиції Леніна та більшовиків.
Решта учасників конгресу, зокрема Комуністична партія Німецької Австрії (KPDÖ, згодом Комуністична партія Австрії, KPÖ), стали на бік Леніна. Тобто, підтримували створення Третього Інтернаціоналу. Леніну здавалось, що існуючий міжнародний стан міг бути розв'язаний лише світовою пролетарською революцією, а жовтневий переворот був для цієї революції лише прологом. Тому комінтерн, на противагу Другому Інтернаціоналу, мав стати суворо організованою, квазі-мілітаристською всесвітньою партією, яка б складалась з національних відділів. В ухваленому в Москві плані було легітимізовано насильницькі засоби досягнення поставленої мети, в останньому абзаці 4 розділу було зазначено:
|  | Революційна епоха вимагає від пролетаріату використання таких засобів боротьби, які зосереджують всю його енергію, зокрема, методи масових протестів та їх логічного завершення — прямого зіткнення з машиною буржуазної держави у відкритій битві. Цій меті мають підпорядковуватись всі інші методи, як, наприклад, використання парламентаризму в цілях революції. |

Ці засоби також приписувались політичним супротивникам.
Як представник комуністичної партії України на конгресі виступив Микола Скрипник.
Установчий конгрес Комінтерну не обговорював питання про організаційну структуру та статут. У резолюції із організаційного питання було вказано, що остаточне конституювання Комуністичного Інтернаціоналу буде здійснене на найближчому конгресі. Керівництво ж Комінтерном доручалося Виконавчому Комітетові, до якого залучаються по одному представникові партій «найзначніших країн». До першого складу Виконкому повинні були негайно надіслати своїх представників партії: Росії, Німеччини, Німецької Австрії, Угорщини, Балканської федерації, Швейцарії, Скандинавії. До того ж часу виконання роботи взяли на себе «товариші із тієї країни, де знаходиться Виконавчий Комітет». Таким чином, усі перші політичні, організаційні та кадрові заходи опинилися в руках ЦК РКП(б).
На конгресі було вирішено створити Бюро із 5-ти осіб, як орган Виконкому, що має сформуватися. Бюро очолив Г. Зинов'єв, його у той час називали Міжнародним соціалістичним (або ж комуністичним) бюро.
Конгрес надіслав привітання «III з'їзду українських рад».

#### II Всесвітній конгрес 1920 року— Організаційний

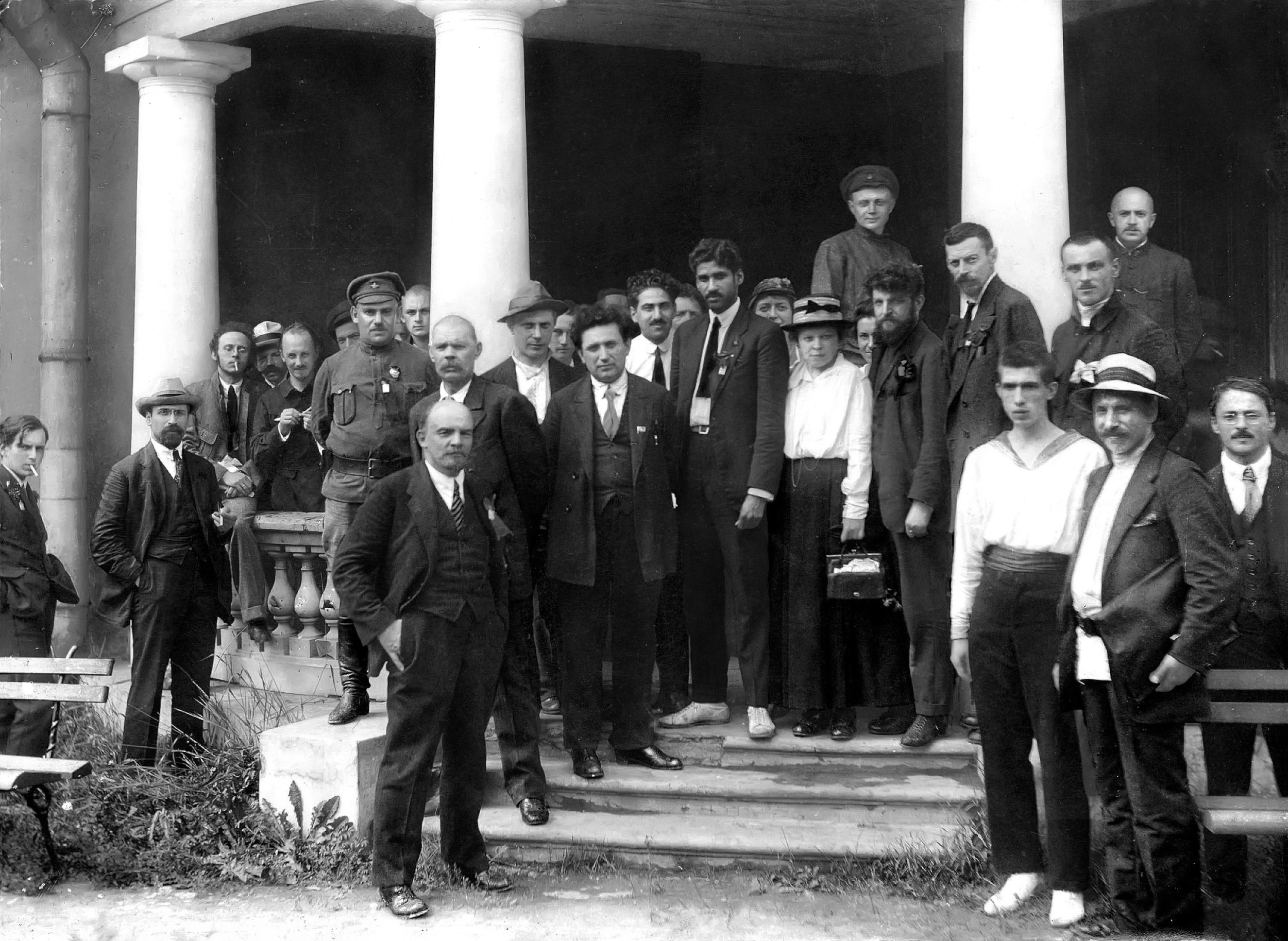
Делегати II конгресу Комінтерну: Лев Карахан (другий зліва), Карл Радек (третій, палить), Микола Бухарін (п'ятий), Михайло Лашевич (сьомий, у формі), Максим Горький (дев'ятий, поголився), Володимир Ульянов (десятий, руки в кишенях), Сергій Зорін (одинадцятий, у капелюсі), Григорій Зинов'єв (тринадцятий, руки за спиною), Марія Ульянова (дев'ятнадцята, біла блузка) і Абрам Бєлєнький (у капелюсі).

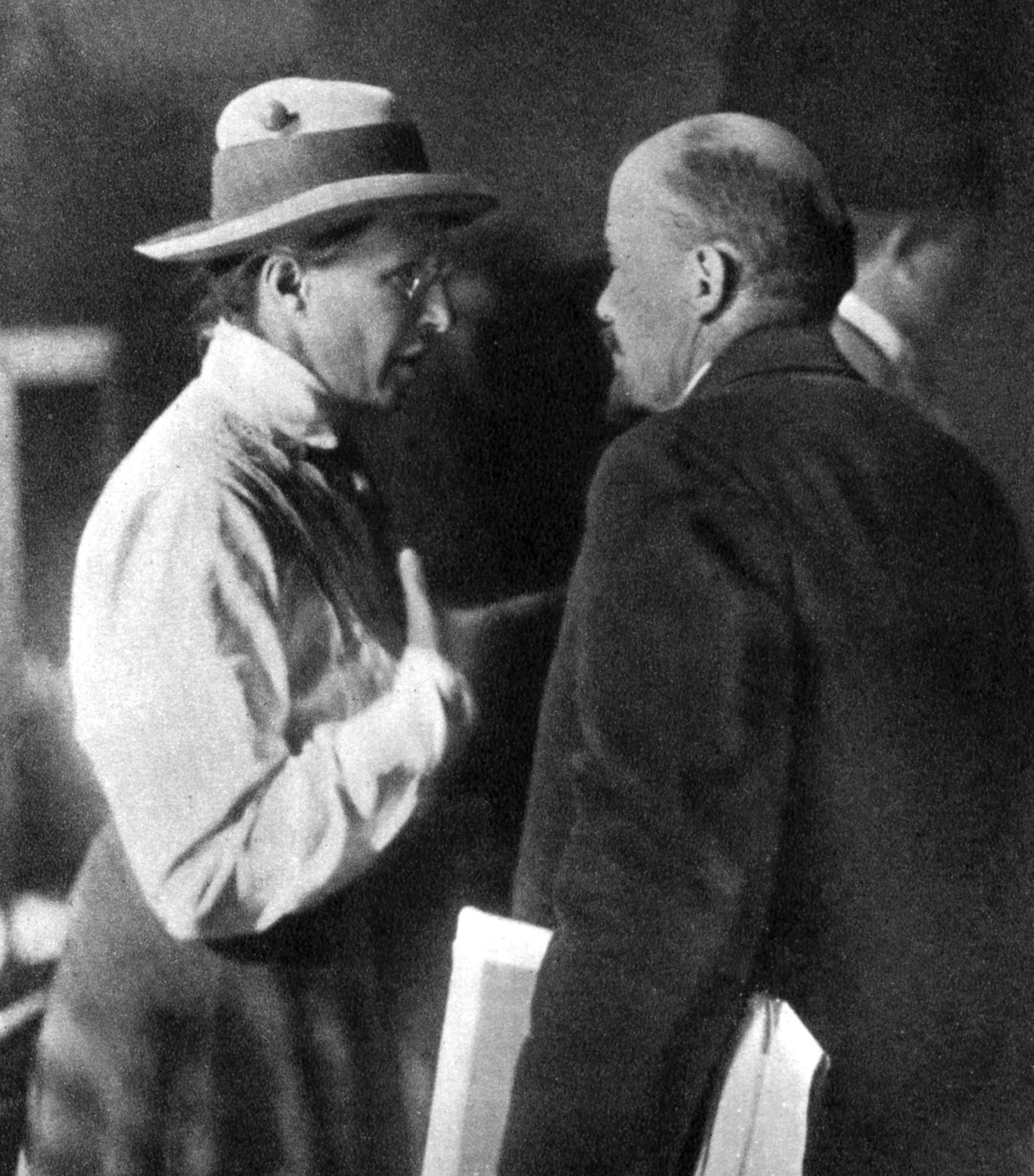
О. Стасова та В. Ульянов під час 2-го конгресу Комінтерну, 1920

II Всесвітній конгрес Комінтерну проходив від 19 червня до 7 серпня 1920 року. На ньому було закладено організаційну структуру об'єднання та закріплено домінуючу роль російських більшовиків, пізніше Всесоюзної комуністичної партії (більшовиків) (ВКП(б)). Ленінський принцип організації та керівництва — демократичний централізм — був перенесений і на комінтерн. Як наслідок, деякі партії, що входили до комінтерну, мусили відмовитись від власної позиції. Ці комуністичні партії були вимушені перетворитись на територіальні представництва, національні відділи комінтерну.
Формальним найвищим органом комінтерну було визначено Всесвітній конгрес, який мусить проходити щороку. На практиці, протягом 24 років існування комінтерну відбулось 7 конгресів, всі в Москві. Натомість, центром влади став створений в Москві Виконавчий комітет Комуністичного інтернаціоналу (Виконком Комінтерну, ВККІ), в якому домінували члени КПРС. Очолюваний президією, ВККІ був керуючим органом в проміжках між всесвітніми конгресами, та мав право втручатись у внутрішні справи партій-членів спілки.
Без обговорення конгрес ухвалив 21 Керівний принцип умов перемоги Комуністичного інтернаціоналу, якими ставились перешкоди для співпраці «центристських» партій. Зокрема, мались на увазі ті партії, які коливались між реформістською та революційною політикою. Як наслідок, розпалась Незалежна соціал-демократична партія Німеччини (НСДПН), ліво-радикальне крило якої змогло приєднатись до комінтерну. Аналогічні події відбувались в середовищі італійських та французьких соціалістів. Першим пунктом з 21 умови була вимога «Систематично та всебічно таврувати реформістів усіх ґатунків». Другим пунктом вимагалось планомірне виключення всіх «реформістів та центристів» з усіх організацій, які бажали приєднатись до комінтерну. «Комуністичний інтернаціонал вимагає безумовного та ультимативного виконання цих вимог в найкоротший термін». Також в умовах вимагалось поставити під контроль керівництва партії, фактично ВККІ, роботу з пресою, парламентом та профспілками. Всі відділи були зобов'язані «створити паралельний організаційний апарат, який би у вирішальний момент сприяв би виконанню партією обов'язку перед революцією». Фактично, йшлося про створення підпільних організацій.
Оскільки у цей час Червона армія наступала на Варшаву, конгрес прийняв відозву
«Радянсько-польська війна»: « Робітники і робітниці! Якщо капіталістична сволота усього світу горлає про загрозу незалежності Польщі задля того, щоби підготувати новий похід проти Росії, то знайте одне: ваші рабовласники тремтять, боячись… що, якщо під ударами Червоної Армії розпадеться білогвардійська Польща і польські робітники захоплять владу до своїх рук, то й німецьким, австрійським, італійським, французьким пробітникам буде легше звільнитись від своїх експлуататорів і що за ними підуть услід також робітники Англії та Америки».

#### III та IV Всесвітні конгреси 1921 та 1922 років— Єдиний фронт

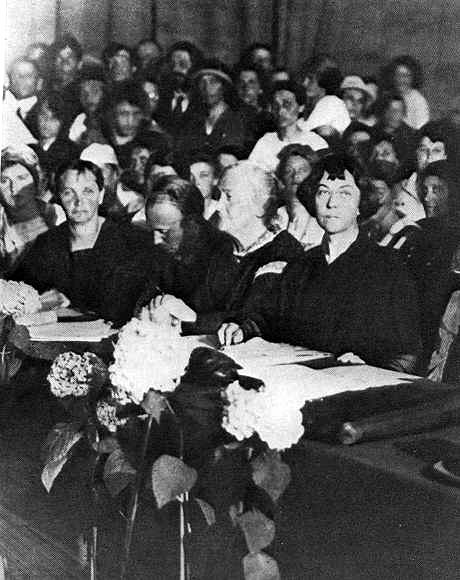
Делегати на III Всесвітній конгрес Комінтерну. В передніх рядах знаходяться дві найвідоміші представниці соціалістичного руху: з правого боку російська революціонерка Олександра Коллонтай, поблизу неї, приблизно в середині фото (четверта зліва) делегатка від КПН Клара Цеткін.

Із III (від 22 червня до 12 липня 1921) та IV (від 5 листопада до 5 грудня 1922) Всесвітніми конгресами пов'язують порівняно помірковану політику Комінтерну. Викликано це було, зокрема, тим, що революційний рух, який розвинувся внаслідок Першої світової війни, не призвів до очікуваної світової революції. Натомість, спроби революції у кількох країнах зазнали поразки. Керівники Комуністичної партії Радянської Росії, Ленін та Троцький, були вимушені переглянути свою попередню стратегію. Як наслідок, партії-члени Комінтерну звернулись до гасла «єдиного фронту» та пошуку єдності серед лівих партій.
Наприкінці III Всесвітнього конгресу Леніним була розроблена тактика єдиного фронту, яку ВККІ привласнив собі в 1921 році. Як наслідок, 1922 року в Берліні відбулись зустрічі представників Комінтерну з представниками інших лівих партій. На IV Всесвітньому конгресі 1922 року, ця тактика отримала офіційне визнання. 1923 року були сформовані та короткий час діяли уряди робочих (нім. Arbeiterregierungen) соціал-демократів та КПН в землях Саксонія та Тюрингія. Однак ставлення Комінтерну до нереволюційних соціалістів залишалось стриманим.
На IV конгресі Микола Бухарін стверджував: «Кожна пролетарська держава має право на червону інтервенцію», оскільки «розповсюдження Червоної Армії є розповсюдженням соціалізму, пролетарської влади, революції».

#### V Всесвітній конгрес 1924 року— Сталін
V Всесвітній конгрес проходив з 17 червня до 8 липня 1924 на тлі смерті Леніна та боротьби за право стати його наступником. На цьому конгресі Сталіну вдалось закріпитись в керівництві КПРС та Комінтерну. Затвердження сталінської теорії розбудови соціалізму в окремій країні, яка була протилежністю теорії постійної революції Троцького, призвело до того, що комінтерну довелось відмовитись від своєї програмної мети — розпалення світової революції. Натомість, була поставлена задача консолідації комінтерну за захист політичної системи Радянського Союзу. Фактично, Комінтерн було перетворено на додаток до КПРС та інструмент впровадження зовнішньої політики Радянським Союзом. Національні комуністичні партії мали виконувати накази Московського виконкому Комінтерну.
Конгрес проголосив курс на більшовизацію комуністичних партій. Це означало необхідність подолати соціал-демократичне минуле комуністичних партій та замінити його на ідеологію Марксизму-Ленінізму. Григорій Зінов'єв, очільник ВККІ, у виступі на конгресі 19 червня заявив: «пережитки соціал-демократії в нашому власному таборі набагато більше, ніж ми уявляли». Більшовизація також була здійснена керівництвом КПН, як заявила Клара Цеткін на V розширеному пленумі ВККІ 30 березня 1925 року:
|  | Панове! Я повністю підтримую тези більшовизації. Пан Зінов'єв повністю правий. На жаль! Об'єктивна ситуація у світі наразі не революційна. […] Тому я ставлюсь до тез більшовизації комуністичних партій як до абсолютної необхідності. […] я оцінюю її дуже високо як безумовно необхідний допоміжний засіб, аби перетворити нашу партію на справжню масову більшовицьку партію і зараз саме час зробити це. Я бачу в тезах суворе бажання відокремити в комуністичних партіях всі щиро революційні елементи від правого опортунізму, фантазійного путчизму та лівого революційного романтизму на суворій, міцній та об'єднувальній ідеологічній основі. […] |

Під час міжфракційної боротьби в середині комінтерну з 1925 до 1927 років, ліва опозиція, яка спиралась на ідеї Троцького та Зінов'єва, була обмежена. Ліві комуністи, особливо ті, хто виступав проти залежності Комінтерну від Сталіна, зібрались частинами в нові організації, такі як Ленінбунд у Німеччині та КПІ Амадео Бордіги в Італії.

#### VI Всесвітній конгрес 1928 року— Теза про соціал-фашизм
До цього часу зберігала свій вплив проголошена ще Леніним ідея «світової пролетарської революції, справа створення всесвітньої Радянської республіки». На цьому конгресі була прийнята «Програма світової революції», оскільки Жовтнева революція розглядалася російськими більшовиками і партіями Комінтерну як «початок міжнародної революції пролетаріату».
Розпочата 1924 року сталінізація Комінтерну була продовжена та навіть посилена на VI Всесвітньому конгресі, який проходив з 17 липня до 1 вересня 1928 року. Під впливом Сталіна та після обмеження впливу Троцького і Зінов'єва конгрес сам дав ухил вліво, що мало визначний вплив на Німеччину: конгрес повністю відмовився від моделі єдиного фронту лівих партій. Згідно з пропагандистською тезою про соціал-фашизм, головними ворогами комуністичного руху були оголошені соціал-демократи. Така політика Комінтерну не лише зашкодила будь-якій співпраці Комуністичної партії Німеччини з соціал-демократами. Комуністична партія Німеччини взяла активну участь в дестабілізації роботи соціал-демократичного уряду. Метою Сталіна було «…розвалити Веймарську Республіку і відновити залежність Німеччини від Москви, що зникала». Він не хотів, щоб німецькі комуністи прийшли до влади, бо тоді вони стали би неконтрольованими. Це протистояння лівих партій сприяло поширенню впливу націонал-соціалістів та їх приходу до влади 1933 року.
Голова КПН, Ернст Тельман, заявив у своїй промові на конгресі, що «контрреволюційні соціал-демократи» об'єднались «повністю з військовими операціями капіталістичної буржуазії проти Радянського Союзу», а Герман Мюллєр, чинний рейхсканцлер від соціал-демократів, перш за все був зайнятий «підготовкою до війни проти Радянського Союзу». Тельман засудив всі соціал-демократичні уряди в Європі як «соціал-зардницькі» та закликав до їх повалення шляхом «мобілізації пролетарських мас».
Світова економічна криза, що почалась 1929 року, радикалізувала робітничі рухи в багатьох галузях промисловості та дала новий шанс лівореволюційним, комуністичним партіям. Але відділи комінтерну не змогли скористатись цією нагодою. Найважливіший відділ за межами Радянського Союзу, Комуністична партія Німеччини, зросла з 130 000 членів та 3.2 мільйонів виборців 1928 року до 252 000 членів та 6 мільйонів виборців в листопаді 1932 року. Через радикальну політику комінтерну та тезу про соціал-фашизм, партія втратила можливість входження до коаліцій. Таким чином, КПН опинилась в ізоляції без шансів на участь у формуванні легітимної влади парламентськими засобами. Тим часом, на іншому боці політичного спектру зростав націонал-соціалізм.
Після здобуття влади Гітлером у Німеччині 1933 року КПН та СПН були заборонені. Члени партій були доправлені до новостворених концентраційних таборів. Таким чином було ліквідовано найважливіший та найпотужніший відділ комінтерну за межами Радянського Союзу. Однак, це жодним чином не вплинуло на затверджену стратегію протидії соціал-фашизму. Від 28 листопада до 12 грудня в Москві проходив XIII пленум Виконкому комінтерну. Секретар Отто Куусінен озвучив основні тези:
«Незважаючи на загрозу фашистського заколоту чи загрози імперіалістичної війни, чи в зазначеній країні вже виникла революційна ситуація, яка відкриває шлях до влади пролетаріату — за будь-яких умов вплив соціал-фашистів на трудові маси є тією перешкодою, яку слід подолати»
У зв'язку з цим, наступник Тельмана, член президії Виконкому комінтерну Вільгельм Пік, наприкінці 1933 року заявив: «Німеччина маршує до пролетарської революції». Як «доказ» Пік навів те, що «непідкорені фашистською диктатурою трудові маси» Німеччини знову збирають сили для атаки. Диктатура стала можливою лише тому, що через політику соціал-демократів у КПН «була вкрадена підтримка більшості трудового класу».
Провідні функціонери комінтерну ставились до нацизму як до короткого епізоду в історії німецької політики та очікували на його стрімкий занепад. Однак, протягом 1934 року Гітлеру вдалось консолідувати свою владу, зокрема, шляхом усунення керівництва СА під час так званої Ночі довгих ножів. В зовнішній політиці ним було взято курс на протистояння із Радянським Союзом, збільшення видатків на озброєння, впровадження загального військового обов'язку та укладання угоди з Великою Британією про флот. На цьому тлі Сталін був вимушений змінити зовнішню політику Радянського Союзу та напрям діяльності комінтерну. Бажаним став союз із західними демократичними країнами скерований проти нацистської Німеччини.

#### VII Останній всесвітній конгрес 1935 року— Народний фронт
Проведення конгресу обумовлювалося першочерговістю не завдання підготовки соціалістичної революції, а антифашистських та антивоєнних завдань, що було пов'язане зі зміною міжнародної ситуації і приходом до влади у Німеччині націонал-соціалістів з їх політикою реваншу. Поворот Комінтерну до антифашистської стратегії та політики «народного фронту», що відповідав зовнішньополітичній концепції керівництва СРСР, здійснювався за активної участі керівництва ВКП(б). Са́ме Політбюро ЦК ВКП(б) керувало підготовкою та проведенням конгресу. Воно уточнило порядок денний конгресу. Й. Сталін дав вказівки Г. Димитрову щодо змісту тез, підготовлених керівництвом Комінтерну до конгресу. Політбюро визначило склад керівних органів Комінтерну.
На VII Всесвітньому конгресі, що проходив від 25 липня до 20 серпня 1935 року, було офіційно змінено попередню лінію та скасовано теорію соціал-фашизму. Вже у липні 1934 року Комуністична партія Франції на чолі з Морісом Торезом уклала союз із соціалістами. За їх прикладом та під гаслом «народного фронту» національні комуністичні партії стали укладати союзи із соціалістичними, соціал-демократичними та іншими антифашистськими ліберальними та буржуазними силами. Окремі відділи вітали нову політику, оскільки вона дозволила подолати ізоляцію останніх років. Політика народного фронту часто визначалась як стратегія, оскільки вона не ставила під сумнів основний програмний пункт: встановлення диктатури пролетаріату та розбудову соціалізму радянського типу.
Опісля конгресу істотно змінився механізм взаємного зв'язку Політбюро ЦК ВКП(б) та ВККІ, оскільки було сформоване керівництво, котрому Політбюро і особисто Сталін довіряли повністю. Політбюро перестало приймати рішення щодо комінтерновської політики, за винятком питань фінансування його діяльності, проведення міжнародних антивоєнних та антифашистських кампаній та переміщення через кордон СРСР значних мас людей (шуц-бундівців, судетських комуністів, бійців інтербригад). Але на практиці жодне рішення верхівки Комінтерну не приймалося без згоди Політбюро ЦК ВКП(б) або Й. Сталіна. У Комінтерні також відбулася подальша централізація влади. Пленуми ВККІ не проводилися, проекти основних постанов Президії та Секретаріату ВККІ подавалися до Політбюро ЦК ВКП(б). Новий механізм дозволив керівництву ВКП(б) контролювати та спрямовувати у потрібному напрямку політику Комінтерну.

### Діяльність Комінтерну у передвоєнні роки
Німецько-Радянський пакт про ненапад містив домовленості про поділ сфер впливу, які були втілені в наступні два роки військовою силою. Партії Комінтерну були загнані у глухий кут, наприклад, необхідністю визнання анексії східної Польщі. Погоджена пактом Радянсько-фінська війна призвела до ізоляції комуністичних партій від населення своїх країн. Після початку Польської кампанії Франція та Велика Британія 3 вересня 1939 року оголосили війну Третьому Рейху. Радянський нарком зовнішніх справ В'ячеслав Молотов 31 жовтня назвав агресорами Англію та Францію. Комінтерн був вимушений 6 листопада офіційно визнати, що йшлося про імперіалістичну війну з обох боків, та основна провина лежить на Англії та Франції.
Ця фаза, коли Комінтерн мав задовольняти угодам з нацистами, завершилась 22 червня 1941 р. нападом Німеччини на Радянський Союз. Протягом цих років багато комуністів полишили свої партії та повернулись спиною до Комінтерну, який втратив політичну довіру та вплив. Досвід залежності національних комуністичних партій від КПРС та зовнішньої політики Радянського Союзу призвели до того, що після 1945 вони стали на новий шлях. Незалежні від радянського впливу комуністичні партії стали називатись після 1970-х років єврокомуністами.

### Розпуск 1943 року
Було вже давно відомо, що і Вінстон Черчилль, і Франклін Рузвельт наполягали на ро́зпускові Комінтерну. У листопаді 1940 року із Комінтерну вишла Комуністична партія США.
У квітні 1941 року Сталін розглядав можливість нових переговорів із Гітлером. Для їх підготовки 20 квітня він, у присутності Молотова, Калініна, Ворошилова, Андрєєва, Мікояна, Кагановича, Шверніка, Щербакова, Жданова, Маленкова, провів розмову із Г. Димитровим щодо майбутнього Комінтерну. Й. Сталін зазначив, що від часу створення Комінтерну змінилися умови діяльності компартій і становище їх, як секцій Комінтерну, стало на заваді їх діяльності і «рішуче і ясно поставив питання про подальше існування Комінтерну на найближчий період і щодо нових форм інтернаціональних зв'язків та інтернаціональної роботи в умовах світової війни». Генеральний секретар ВККІ Г. Димитров сприйняв пропозицію Сталіна про припинення діяльності Комінтерну цілком серйозно и провів розмови на цю тему із Д. Мануїльским, А. Ждановим, П. Тольятті, М. Торезом. Передбачалося створення нового органу інформації та ідеологічної і політичної допомоги компартіям. Але труднощі реалізації нового проекту обумовлювалися тим, що, окрім видимої всім верхівки Комінтерну (виконкому, його президії, секретаріату), яка визначала директиви для секцій Коминтерну, затверджувала склад керівних органів, провадила пропагандистську роботу, спрямовувала й контролювала діяльність чисельних політемігрантів у СРСР,— діяла колосальна «підводна частина айсберга» — спецслужби, радіоцентри, пропагандистський апарат, кадри.
Восени 1941 року Московська штаб-квартира апарату Комінтерну під загрозою стрімкого просування військ Німеччини була евакуйована до віддаленого міста Уфа у Башкирії. 

15 травня 1943 року Виконавчий комітет Комуністичного Інтернаціоналу оголосив про розпуск до 10 червня.
У постанові зазначалося, що 
| «Президія Виконавчого Комітету Комуністичного Інтернаціоналу, не маючи можливості в умовах світової війни скликати Конгрес Комуністичного Інтернаціоналу, дозволяє собі внести на затвердження секцій Комуністичного Інтернаціоналу таку пропозицію: Комуністичний Інтернаціонал, як керівний центр міжнародного робітничого руху, розпустити, звільнивши секції Комуністичного Інтернаціоналу від зобов'язань, що випливають із статуту та рішень Конгресів Комуністичного Інтернаціоналу.» [31][32] |
Оприлюднення цієї постанови стало несподіванкою для багатьох функціонерів Комінтерну. Після отримання підтвердження від 31 комуністичних партій, органи Комінтерну припинили свою діяльність, їхні функції було покладено на Міжнародний відділ ЦК КПРС.
Виходили з того, що постанова ВККІ спиралась на наказ Сталіна. Сам Сталін у листі кореспондентові агенції Ройтерс Кінгові 28 травня 1943 року заявив, що стосовно розпуску Комінтерну слід наголосити на двох моментах: що Москва не має наміру втручатися «в справи інших країн та „більшовізувати“ їх», а також, що комуністичні партії діяли «в інтересах власних народів» а не згідно з «наказом ззовні». У той же час Й. Сталін зазначив, що розпуск Комінтерну «полегшує роботу патріотів свободолюбивих країн з об'єднання прогресивних сил своєї країни, незалежно від їх партійності та релігійних переконань, в єдиний національно-визвольний табір,— для розгортання боротьби проти фашизму». Взагалі, розпуск Комінтерну був поступкою Сталіна союзникам, Британії та США, за підтримку проти Гітлера. На цей час організація не мала політичного впливу.

#### Хронологія розпуску Комінтерну

##### 1941 рік
- 20 квітня відбулася розмова Й. Сталіна із Г. Димитровим у присутності Молотова, Калініна, Ворошилова, Андрєєва, Мікояна, Кагановича, Шверніка, Щербакова, Жданова, Маленкова. У розмові Й. Сталін зазначив, що від часу створення Комінтерну змінилися умови діяльності компартій і становище їх, як секцій Комінтерну, стало на заваді їх діяльності. Й. Сталін «рішуче і ясно поставив питання про подальше існування Комінтерну на найближчий період і щодо нових форм інтернаціональних зв'язків та інтернаціональної роботи в умовах світової війни»[29].
- 21 квітня Г. Димитров обговорював із Ерколі (Пальмиро Тольятті) та Морісом Торезом питання про припинення діяльності ВККІ як керівної інстанції для компартій на найближчий період. Замість ВККІ створити орган інформації та ідеологічної допомоги компартіям.
- 31 жовтня у листі до Й. Сталіна Г. Димитров пропонує, у зв'язку із переїздом до Уфи, віднайти зовнішньо іншу форму для Комінтерну, вважаючи, що «політично» вигідніше, щоб він існував під виглядом, наприклад, «Інституту із вивчення міжнародних питань».

##### 1943 рік
- 8 травня до Г. Димитрова та Д. Мануїльського доводиться пропозиція «керівництва ЦК ВКП(б)» щодо підготовки «документу про розпуск Комінтерну».
- 10 травня вони починають роботу над проектом постанови президії ВККІ про розпуск.
- 11 травня підготовлений проект терміново передається Й. Сталіну та В. Молотову. Ввечері Й. Сталін у присутності В. Молотова приймає Г. Димитрова та Д. Мануїльського і схвалює проект постанови Пезидії ВККІ. Тут же обговорюється і «спосіб прийняття цієї постанови».
- Перед закритим засіданням Президії ВККІ 13 травня Й. Сталін передає Г. Димитрову свої вказівки: не поспішати із прийняттям постанови, дати можливість членам Президії 2—3 дні подумати і внести поправки; за кордон поки що постанову не надсилати; потурбуватися, щоб не склалось враження що ми просто виганяємо іноземних товаришів. Проект постанови на закритому засіданні президії ВККІ був «прийнятий за основу».
- 17 травня на закритому засіданні президії ВККІ, після внесення деяких поправок, вирішено опубліковати проект за підписами членів президії, що на той час знаходилися в СРСР «як пропозицію секціям для затвердження з їх боку».
- 18 травня усі матеріали були надіслані Й. Сталіну та В. Молотову. Г. Димитров просив у них «подальших вказівок».
- 19 травня відбулося закрите засідання Президії ВККІ де розглядалися питання про: національне радіомовлення; зв'язок із братніми компартіями; агентство «Супресс»; кадри компартій, що знаходилися в СРСР; партійну школу, що існувала для цих кадрів; видавництво літератури іноземними мовами; архів Комінтерну та окремих партій; бібліотеку, — про що Г. Димитров доповів листом на адресу Й. Сталіна та Г. Маленкова.
- 21 травня Г. Димитров та Д. Мануїльський були присутні на засіданні політбюро ЦК ВКП(б), де розглядалась постанова Президії ВККІ про розпуск Комінтерну. Після виступу Й. Сталіна постанова одноголосно приймаєтся політбюро.
- 22 травня постанова публікується у газеті «Правда» та у інших центральних газетах СРСР.
- 8 червня відбулося останнє засідання президії ВККІ, присвячене ознайомленню із думками, висловленими секціями Комінтерну. Оскільки жодна із секцій не висловила заперечень, було вирішено припинити діяльність усіх органів Комінтерну із 10 червня 1943 року.

Рішення поширювалося також і на усі органи Комуністичного Інтернаціоналу молоді, що вважався секцією Комінтерну.
- 20 травня В. Молотов прибув до Лондона для переговорів із англійським урядом, найважливішим питанням яких уряд СРСР вважав відкриття другого фронту у Західній Європі. Із Лондона він 27 травня вилетів до США для зустрічі з президентом Ф. Рузвельтом.

В оприлюднених результатах роботи проекту «Венона» знаходиться таємне повідомлення КДБ всім підрозділам в інших країнах з вказівками про поводження із завербованими шпигунами в комуністичних партіях після розпуску Комінтерну.

#### Міжнародна реакція на розпуск Комінтерну
Німецька пропаганда назвала рішення про розпуск «трюком Москви».

Деякі кола Англії і США вимагали розпуску національних комуністичних партій та пропонували своїм урядам висунути ультиматум про розпуск компартій як умову подальшого існування антифашистської коаліції.

### Служба Кремлю
Комінтерн контролював партії шляхом призначення спеціальних представників, виділенням фінансової допомоги, та вимогою жорсткої дисципліни. Відмова слідуванню лінії партії призводила до виключення з партійних лав. До 1945 року розвідувальні служби СРСР мали тісні зв'язки з закордонними комуністами. Члени комуністичних партій перетворились на джерело інформації та сприяли вербуванню агентів. Багато хто із закордонних агентів радянської розвідки спочатку вірили в те, що працюють на Комінтерн.
За агентурою Комінтерну вели спостереження поліція та розвідувальні управління Франції, Англії, Швеції, Німеччини, Японії, США, Китаю, Британської Індії, Туреччини, Афганістану і, звичайно ж, Радянської Росії і СРСР.
За допомогою агентури Комінтерну були створені секретні радіомережі для підтримки зв'язку іноземних комуністичних партій та агентів розвідки із московськими спецслужбами. Протягом 1930-х, Комінтерн мав три канали радіозв'язку із Комуністичною партією США. Також існували канали радіозв'язку із західно- та центральноєвропейськими комуністичними партіями. Ці канали зв'язку дозволяли радянським розвідувальним службам отримувати доступ до особистих даних кандидатів в партію та схиляти членів партії до співпраці в розвідувальних операціях.
За правління Йосипа Сталіна, керівництво Комінтерном було піддане чисткам від дисидентів та підозрюваних ворогів. В часи Єжовщини, польська, угорська, австрійська, та німецька компартії були піддані істотним переслідуванням. Ціле керівництво польської партії та більша частина керівництва угорської, австрійської, та німецької партій були або розстріляні, або знищені в ГУЛАГу. Понад 1100 німецьких комуністів були заарештовані НКВС, 132 з них, після підписання Пакту Молотова — Ріббентропа (згідно з таємною угодою), були передані Гестапо.

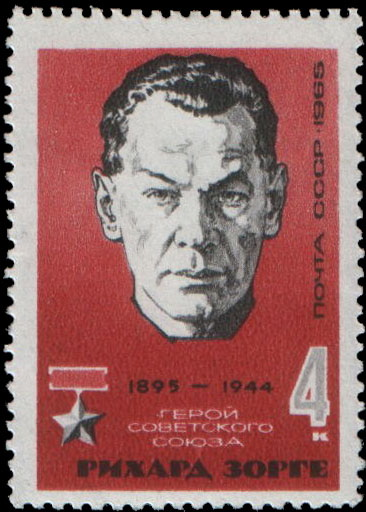
Радянська поштова марка Рихард Зорге.

До відомих агентів радянської розвідки, які були завербовані та співпрацювали з Комінтерном належать, зокрема:
- Ріхард Зорге (1895—1944) — член комуністичної партії Німеччини, агент радянської розвідки в різних країнах та в Японії протягом Другої світової війни.
- Ерл Рассел Броудер (англ. Earl Russel Browder; 1891—1973) — лідер американських комуністів, голова Комуністичної партії США протягом 1930-х та під час Другої світової війни. Мав кодові імена «Керманич» (англ. Helmsman) та «батько» (англ. Father).
- Арнольд Дойтч (англ. Arnold Deutsch; 1904—?) — активіст Комуністичної партії Австрії і Комінтерну. Займався пошуком та вербуванням нових агентів.
- Кетерін Харіс (англ. Katherine Harris; 1900—1966) — коханка і, можливо, дружина Ерла Броудера. Була з ним в Китаї на виконанні завдання Комінтерну. Народжена в Британії, ще коли Кетерін була дитиною, її родина іммігрувала до Канади, де підлітком захопилась ідеями комунізму. Через недисциплінованість та компрометуючи зв'язки і любовні афери з іншими агентами викликала невдоволення свого керівництва. В 1946 році була переправлена до СРСР. Знаходилась під слідством МДБ. Після 10 років ув'язнення була випущена на волю в 1956 році. Померла в СРСР в 1966 році.
- Йосип Петерс (англ. Josef Peters; прибл. 1895—?) — нелегально іммігрував до США під час Першої світової війни. Служив бойовиком в КП США. В 1931 році подорожував до Москви, де проходив підготовку аби очолити нелегальний відділ Комінтерну при КП США. Був куратором Віттекера Чемберса. Петерс давав свідчення Комісії з розслідування антиамериканської діяльності, але відмовився дати відповідь на питання про розвідувальну діяльність. Депортований до Угорщини.
- Герберт Мюллер (нім. Dr. Herbert Müller, 1885—1966[39]) — за даними британської розвідки, агент комінтерну в Китаї. Був причетний до викрадення та загибелі Ґарета Джоунза — валійського журналіста, котрий вперше оприлюднив інформацію про Голодомор в Україні 1932—1933 років у західній пресі — під час подорожі по Китаю, у Внутрішній Монголії 1935 року[40].

У роботі Комінтерну також брали участь:
- Хо Ші Мін (1890—1969) — лідер в'єтнамських марксистів-революціонерів, прем'єр-міністр (1945—1955) та президент Демократичної Республіки В'єтнам (1945—1969), очолював В'єтконг під час війни у В'єтнамі. Брав участь в заснуванні Комуністичної партії Франції. Вступив до Комінтерну 1923 р. в Москві, брав участь в П'ятому конгресі в червні 1924 р.

### Опозиція у Комінтерні
Розвиток Комінтерну та його секцій від самого їх створення відбувався у боротьбі з різними видами опозиції.
Як основний і самий небезпечний вид опозиції керівниництвом Комінтерну розглядалася «права, опортуністична, що випливала зі страху перед труднощами боротьби, із переоцінки сил ворога і недооцінки сил пролетаріату та його союзників». Одночасно виступала й так звана «ліва» (або ж «ультраліва») опозиція, джерелом якої вважалися «революційна нетерплячка, прагнення перестрибувати через певні етапи боротьби, відмовлятися від деяких, на даній стадії необхідних засобів боротьби, обмежуючись лише засобами, революційними за формою».

### Репресії керівництва СРСР проти Комінтерну та компартій інших країн
Багато функціонерів Комінтерну стали жертвами сталінських чисток 1930-х років та ще більше потрапили до поля зору диктатора або стали фігурантами показових процесів та переслідування, як, наприклад, Григорій Зінов'єв та Микола Бухарін. Вольфганг Леонгард, сучасник цих процесів, котрий був в Москві, в оприлюдненій у 1950-ті роки автобіографії писав:
«Іноземних комуністів, що проживали в Москві, ці події зачепили зовсім по іншому. За кілька місяців було затримано стільки функціонерів Комінтерну, як ніколи за 20 років до цього в усіх буржуазних країнах разом узятих. Самий перелік імен зайняв би цілі сторінки.»
Переслідування зазнали багато функціонерів КПН, члени центрального комітету КПН, які сподівались знайти після приходу до влади Гітлера безпечний притулок у Радянському Союзі. Серед них Гуго Еберляйн, котрий був присутнім на установчому конгресі 1919 року.
Внаслідок операції НКВС за наказом № 00485 (так звана «Польська операція НКВС») було замордовано та відправлено до ГУЛАГу багато етнічних поляків — громадян СРСР. А вже 28 листопада 1937 р. Комуністична партія Польщі була ліквідована резолюцією ВККІ.
У катівнях НКВС СРСР було вбито 25 членів ЦК компартії Югославії. Серед інших — Філіп Філіпович (серб. Филип Филиповић), перший керівник партії, на V конгресі Комінтерну обраний членом ВККІ; Сіма Маркович (серб. Сима Марковић), на III конгресі Комінтерну обраний членом ВККІ; генеральний секретар ЦК Мілан Горкіч (серб. Милан Горкић), заарештований прямо на вокзалі у Москві (вважається, що перші репресії НКВС проти югославських комуністів почалися 1932 року за його повної підтримки); Воіслав Вуйовіч (серб. Војислав Вујовић) один із керівників КІМу, член ВККІ, викладач Комуністичного університету національних меншин Заходу; Владімір Чопіч (серб. Владимир Ћопић), керівник комуністичної секції югославів, що воювали на боці Червоної армії під час громадянської війни у Росії, представник КПЮ у Комінтерні, інструктор Комінтерну, комісар Інтербригади у Іспанії; було прийняте рішення також про арешт Й. Тіто (серб. Јосип Броз Тито), справа його розглядалася Інтернаціональною контрольною комісією Комінтерну за звинуваченням у «троцькізмі» та у «серйозних політичних помилках» при перекладі сербською мовою «Короткого курсу історії ВКП(б)» Й. Сталіна, і лише позиція Г. Димитрова та В. Флорина врятували його.
Наприкінці 30-х років були знищені представники комуністів Британської Індії: Чаттопадхьяя Вирендранахт (гінді वीरेन्द्रनाथ चट्टोपाध्याय), член соціалістичної партії Франції, член компартії Німеччини, учасник III конгресу Комінтерну, один із організаторів Всесвітнього антиімперіалістичного конгресу (Брюссель, 1927), член Генеральної ради антиімперіалістичної ліги, працівник Комінтерну (від 1933), доктор філософії (Гамбурзький університет), старший науковий співробітник Ленінградського інституту антропології та етнографії АН СРСР; Мухарджи Абони, член Індійської революційної партії, член ВКП(б), один із організаторів Індійської комуністичної партії у Росії (Ташкент, 1920), професор Московського державного університету; Лугані Гулям Амбія-Хан, учасник III конгресу Комінтерну, член ВКП(б), редактор-перекладач Всесоюзного комітету радіомовлення. На наказі про їх вбивство є підписи Й. Сталіна, В. Молотова, К. Ворошилова, А. Мікояна.
Комінтерн уповноважив Мілана Горкіча, як свого представника, займатися «чисткою» «неслухняних» іспанських анархістів. Вважається, що кількох керівних діячів компартії Югославії вбили агенти НКВС СРСР під час громадянської війни у Іспанії, де вони воювали у складі Інтербригад.
У серпні 1937 року Д. Мануїльський на засіданні ВККІ оголосив, що усі керівники польської компартії від 1919 року є агентами диктатора Польщі Ю. Пілсудського. Партія була розпущена рішенням ВККІ. Більшість керівників партії були викликані до Москви і знищені.

## Спроби експорту революції
На II Всесвітньому конгресі Комінтерну був прийнятий «Маніфест II конгресу Комінтерну» (серпень 1920), де була викладена програма прискорення революції у Європі за допомогою Червоної армії Радянської Росії та встановлення політичної влади європейського пролетаріату у формі Рад з майбутнім «воз'єднанням» цих радянських європейських та азійських республік із Радянською Росією. «Комуністичний Інтернаціонал є партія революційного повстання міжнародного пролетаріату. …Радянська Німеччина, об'єднана із Радянською Росією, виявилась би відразу сильнішою за усі капіталістичні держави, разом узяті! Справу Радянської Росії Комуністичний Інтернаціонал оголосив своєю справою. Міжнародний пролетаріат не вкладе меча до піхов до того часу, допоки Радянська Росія не включиться ланкою до федерації Радянських республік усього світу».
Ще задовго до прийняття програми, 1 жовтня 1918 року В. Ульянов вважав, що 

«Міжнародна революція наблизилась за тиждень на таку відстань, що із нею треба рахуватися як із подією днів найближчих». 

У листі до Я. Свердлова та Л. Троцького він писав, що 

«німецьким трудящим мільйонам, …ми братній союз, х л і б, допомогу військову

…Армія в 3 мільйони мусить бути у нас на весну для допомоги міжнародній робітничій революції».
23 липня 1920 року Голова Ради робітничої та селянської оборони Радянської Росії В. Ленін, оцінив становище у Комінтерні як «пречудове»: «Зинов'єв, Бухарін, а також і я, вважаємо, що варто було би заохотити революцію зараз же ув Італії. Моя особиста думка, що для цього потрібно радянізувати Угорщину, а, може бути, також Чехію та Румунію».

### Угорщина
У другій половині 1918 року почалася підготовка до спроби єкспорту революції до Угорщини. Для цього РКП(б) була використана угорська група Федерації іноземних груп при ЦК РКП(б).
У жовтні 1918 року близько 20 комуністів цієї групи нелегально прибуло до Угорщини. 4 листопада вони оголосили про створення Комуністичної партії Угорщини. У листопаді ж до Угорщини прибув голова Федерації іноземних груп при ЦК РКП(б) Бела Кун з іще 80-ма комуністами. Він став головою компартії. Наприкінці 1918 — на початку 1919 року прибуло ще 250—300 більшовицьких агітаторів та емісарів. Скориставшись фінансовою допомогою Радянської Росії угорські комуністи змогли розширити революційну пропаганду та посилити свій вплив.
18 лютого вони перейшли до радикальних дій, організувавши напад на газету соціал-демократів «Непсава» («Голос народу»). Під час нападу було вбито 8 та поранено близько 100 осіб. Тієї ж ночі Бела Кун та його штаб були заарештовані.
21 березня, ще перебуваючи у в'язниці, Бела Кун досяг угоди із соціал-демократами і, того ж дня, завдяки оголошеній відставці президента Міхая Карої, був відпущений на волю.
Того ж дня комуністи проголосили створення Радянської республіки та Революційної Державної ради, що складалася, за прикладом російських більшовиків, із народних комісарів. Народним комісаром торгівлі став Матіяш Ракоші, наркомом економіки Еньо Варга, що скоро по тому стали діячами Комінтерну.
В. Ленін підтримував постійний телеграфний зв'язок із Бела Куном (218 переговорів та повідомлень за 133 дні) і давав вказівки щодо діяльності комуністів. Він порадив розв'язати червоний терор, розстрілювати соціал-демократів та дрібних буржуа. 7 квітня В. Ленін передає через Б. Куна привітання Баварській радянській республіці. Він ставить питання про просування Червоної армії через Галичину і Буковину «для зв'язку із Радянською Угорщиною», «встановити міцний зв'язок залізницею із Радянською Угорщиною». 13 травня В. Ленін повідомляв Б. Куну, що «…українські війська, що перемогли румунів, перейшли Дністер».
Комуністи вжили репресій щодо євреїв: закликали до знищення євреїв, які не хотіли йти на фронт, а також заарештували 5000 польських євреїв, що приїхали до Угорщини за провізією.

Врешті-решт, налаштувавши проти себе значну частину населення, не маючи можливості чинити спротив Румунії, що сподівалася силою вирішити суперечку щодо Трансильванії, радянські керівники вже втрачали владу.
1 серпня проти Бела Куна був організований путч, ймовірно, радикальними прибічниками Тібора Самуелі. Бела Кун утік із Будапешта і виїхав до Радянської Росії. Ракоші та Варзі також вдалося втекти до Росії. Самуелі намагався перебратися до Австрії, але, затриманий на кордоні, заподіяв собі смерть.

Угорська радянська республіка проіснувала до 1 серпня 1919 року.

### Бухарське ханство
1920 року війська Радянської Росії під командуванням М. Фрунзе допомогли встановити радянську владу у Бухарі.

### Польща
«Чудо на Віслі»,— розгром Червоної армії під командуванням М. Тухачевського того ж року,— врятувало від такої ж долі Польську республіку. 23 липня 1920 року, під час роботи II конгресу Комінтерну, Політбюро ЦК РКП(б) вже було затвердило склад маріонеткового Тимчасового революційного комітету Польщі — зародок «радянського уряду».

### Закавказзя: Грузія, Вірменія, Азербайджан
У 1920—1921 роках вдалося здійснити «радянизацію» Закавказзя,— Грузії, Вірменії, Азербайджану,— XI армією РСЧА на чолі із С. Кіровим.

### Німеччина
Великим, запланованим Комінтерном, заколотом мала стати революція у Німеччині.
17 березня 1920 року В. Ленін телеграфував Й. Сталіну про необхідність «максимально прискорити оволодіння Кримом» оскільки «громадянська війна у Німеччині може примусити нас рушити на захід на допомогу комуністам». У наказі М. Тухачевського, командувача Західним фронтом, що наступав на Варшаву, мовилося: «На багнетах ми принесемо трудящому людству щастя та мир! Вперед, на Захід!». А в цей час на сцені «Большого» театру у Москві, де відбувалися засідання II конгресу Комінтерну, на величезній електрифікованій карті театру радянсько-польських військових дій, що її делегати конгресу називали «картою світової революції», керівники Комінтерну позначали прапорцями просування «міжнародної» Червоної армії до Варшави.
Перша спроба революції у Німеччині була здійснена 1921 року. За наказом Голови Виконавчого комітету Комінтерну Г. Зінов'єва до Німеччини був направлений Бела Кун. Він привіз ЦК Компартії Німеччини наказ Виконкому Комінтерну, що стверджував: оскільки у Німеччині склалась «революційна ситуація», то комуністична партія повинна взяти владу у свої руку шляхом збройного повстання. 4 березня ЦК Компартії Німеччини опублікував у газеті «Роте Фане» (нім. Die Rote Fahne) заклик до німецького пролетаріату негайно розпочати боротьбу за повалення уряду і встановлення влади робітничого класу, а також укладення оборонного і наступального союзу із Радянською Росією.
Комуністи організували серію страйків. Уряд заарештував кількох комуністичних вождів. 22 березня був оголошений загальний страйк у містах Центральної Німеччини. Із його початком комуністи перейшли до рішучих дій: захоплення установ, суден, муніципалітетів, банків та дільниць поліції, а також погрожували організувати вибухи у громадських спорудах. На той час загони комуністів мали вогнепальну зброю, кулемети, гранати та вибухівку. В деяких містах комуністи підривали залізничну колію, мости, вели вуличні бої, застосовували кулемети, гранати, як, наприклад у Айслебені при нападі на казарми поліції. У Геестхахті на Ельбі (нім. Geesthacht) загін близько 2000 комуністів, озброєний кулеметами проголосив «радянську республіку» і погрожував підірвати порохові заводи. Поблизу Альтони (нім. Altona) комуністи захопили динамітні заводи. Вони захопили головного лікаря вугільного району і вимагали за нього викуп у півмільйона марок. Вони примушували приєднуватись до комуністичних загонів усіх чоловіків віком до 50 років.
У боях брав участь голова Центрального бюро єврейських комуністичних секцій при ЦК РКП(б) Исаак Єфімовіч Чемеринський, відомий як член керівництва КПН Аркадій Маслов.
24 березня був заарештований лідер комуністів Макс Гельц (нім. Max Hoelz), 26 березня — депутат рейхстагу комуніст Венделін Томас.
Але основна маса робітників не підтримали дії комуністів і до початку квітня владі вдалося придушити заколот. Поліція знайшла організаційний штаб повстання, захопила там документи, карти та плани широкого повстання, разом із доказами отримання інструкцій та грошей із Росії. Німецька преса (наприклад, «Берлінер Таґеблатт» нім. Berliner Tageblatt) стверджувала, що комуністи діяли за наказом із Москви. Газета вказувала, що рух у Німеччині був нав'язаний Москвою внаслідок того, що в умовах поширення у Росії антибільшовицького руху їй необхідно було показати незадоволеним, що більшовизм поширюється по світу.
У червні завершився суд над комуністами — організаторами березневих подій. Макс Гельц був засуджений до довічних каторжних робіт.
Наприкінці вересня — на початку жовтня 1923 року у ВККІ відбулась секретна нарада представників РКП(б), КПН та ще деяких компартій з питань підготовки революції в Німеччині. Політбюро ЦК РКП(б) визначило орієнтовний строк початку збройного виступу. Для керівництва виступом німецьких комуністів до Німеччини нелегально відряжалися Ю. П'ятаков, К. Радек, М. Крестинський, В. Шмідт. Всі питання «революції» розглядалися спочатку у політбюро ЦК РКП(б), а потім — КПН.
1923 року одним із керівників «революції в Німеччині» мав бути Карл Радек. Він був нелегально відряджений Комінтерном «для участі у керівництві повстанням, що очікувалося». Вночі з 22 на 23 жовтня 1923 року владу в більшості великих міст мали захопити штурмові загони комуністів. Але в останні хвилини перед початком операції Радек віддав наказ відкласти революцію на три місяці. Однак, Ернст Тельман не отримав повідомлення про цей наказ і розпочав заколот, який отримав назву Гамбурзького повстання.

### Болгарія
У вересні 1923 року було організоване збройне повстання у Болгарії, яке було також придушене.
1925 року у Болгарії було заплановано знищити царську родину під час траурної служби в Софійському соборі. Від вибуху бомби загинуло понад сто людей, але цар Борис III та міністр залишились неушкодженими.

### Естонія
Після фіаско 1923 року у Болгарії було вирішено випробувати революцію в якійсь невеличкій країні. Обрана була Естонія. 1 грудня 1924 року комуністичні загони захопили контроль над стратегічними об'єктами столиці — Таллінна. Але ці атаки владі вдалось відбити, а заколот придушити.

### Конспіративна діяльність за кордоном Комінтерну та уряду Радянської Росії
У жовтні 1920 року секретар ВККІ, член ЦК РКП(б), член колегії Наркомату закордонних справ Радянської Росії Карл Радек прибув нелегально до Німеччини для організації з'їзду по об'єднанню «Союзу Спартака» і Незалежної соціал-демократичної партії Німеччини.
4 та 14 травня 1921 року засідання Політбюро ЦК РКП(б) були присвячені взаємодії агентів Комінтерну із Народним комісаріатом закордонних справ РРФСР. Ставилась вимога дотримуватися правил найсуворішої конспірації при використанні апарату Наркомзаксправ для здійснення «партійних задач Комінтерну». Дипломатичні кур'єри Наркомзаксправ використовувалися Комінтерном за згодою повноважних представників (послів) РРФСР. Від останніх же вимагалось «всіляко сприяти представникам Комінтерну за кордоном, зважаючи при цьому на необхідний ступінь конспірації». Відправлення Комінтерну адресувались повноважним представникам, а до адресатів у інших країнах доставлялись виключно агентами Комінтерну. Через дипломатичні представництва також здійснювалась передача коштів компартіям інших країн. В особливо важливих випадках агентам Комінтерну надавалось право передачі телеграм через повноважні представництва РРФСР, які подавалися повпреду і шифрувалися шифром Наркомзаксправ. Дипломатичними кур'єрами до інших країн перевозилась нелегальна література Комінтерну. ВККІ мав право утримувати «під дахом» дипломатичного представництва у кожній країні одного свого представника.
У жовтні 1923 року К. Радек, як представник Комінтерну і ЦК РКП(б), нелегально прибуває до Німеччини для керівництва комуністичним повстанням.
Наприкінці 20-х — на початку 30-х років у Берліні нелегально діяло Західноєвропейське бюро Комінтерну, яке очолював Георгій Димитров.

## Діяльність Комінтерну щодо України
На I конгресі Комінтерну, як представник КП(б)У, що діяла на правах обласної організації РКП(б), виступив Микола Скрипник. Звіт делегації КП(б)У на I конгресі Комінтерну був включений до порядку денного третього з'їзду КП(б)У, що відбувався у ті ж дні (1—6.III.1919). Конгрес надіслав привітання «III з'їзду українських рад».
14 квітня 1919 року ВККІ заслухав доповідь Г. Зинов'єва і вирішив «…заснувати Бюро III Інтернаціоналу у Києві, Угорщині, Баварії та Скандинавії. Членами відділення призначити:

а) у Києві — тт. Балабанову, Раковського і Садуля».
Питання про вступ до III Інтернаціоналу української партії боротьбистів розглядалося 21 листопада 1919 року Політбюро ЦК РКП(б). За включення партії до Комінтерну були В. Ленін, Л. Каменєв, Й. Сталін, проти — Л. Троцький, М. Крестинський. І хоча більшістю було визнано можливим включити партію боротьбистів до Комінтерну, все ж таки, з часом переважила точка зору про необхідність «злиття» її із КП(б)У. Фактично замість міжнародної організації комуністів,— Комінтерну,— рішення було прийняте верхівкою РКП(б).
За перше пореволюційне десятиріччя питання про конфлікти між Україною і Росією, питання українських домагань й опозиційних рухів стояло близько десяти разів перед керівництвом Комінтерну — на міжнародних конгресах і на пленумах ВККІ.

### Члени керівництва Комінтерну походженням із України
- Балабанова Анжеліка Ісааківна
- Вельтман Михайло Лазаревич
- Зінов'єв Григорій Овсійович
- Кобецький, Михайло Веніамінович
- Лозовський Соломон Абрамович
- Любарський Ной Маркович
- Мануїльський Дмитро Захарович
- Мельничанський Гершон Натанович
- Таратута Віктор Костянтинович
- Троцький Лев Давидович
- Циперович Григорій Володимирович

## Альтернативні Комінтерну організації
Виокремлений та вигнаний Сталіним Троцький та інші комуністи заснували 1938 року Четвертий Інтернаціонал, як опозиційну альтернативу Комінтерну. Однак, через проблеми із добором кадрів, їм не вдалось відкрити іноземні відділення.
1933 року у Берліні було створено Спілку німецьких антикомуністичних об'єднань, як частину пропагандистського апарату націонал-соціалістичної партії проти Радянського Союзу та Комінтерну.
1936 року між Німеччиною та Японією було укладено Антикомінтернівський пакт.

Цим пактом сторони взяли на себе зобов'язання боротись проти Комінтерну та не укладати будь-які угоди із Радянським Союзом, що суперечили б антикомуністичному духові пакту. Однак, це не завадило Гітлеру та Сталіну укласти в серпні 1939 року Німецько-Радянський пакт про ненапад, що також фактично означало кінець політики народного фронту і Комінтерну.

## Комінтерн у мистецтві

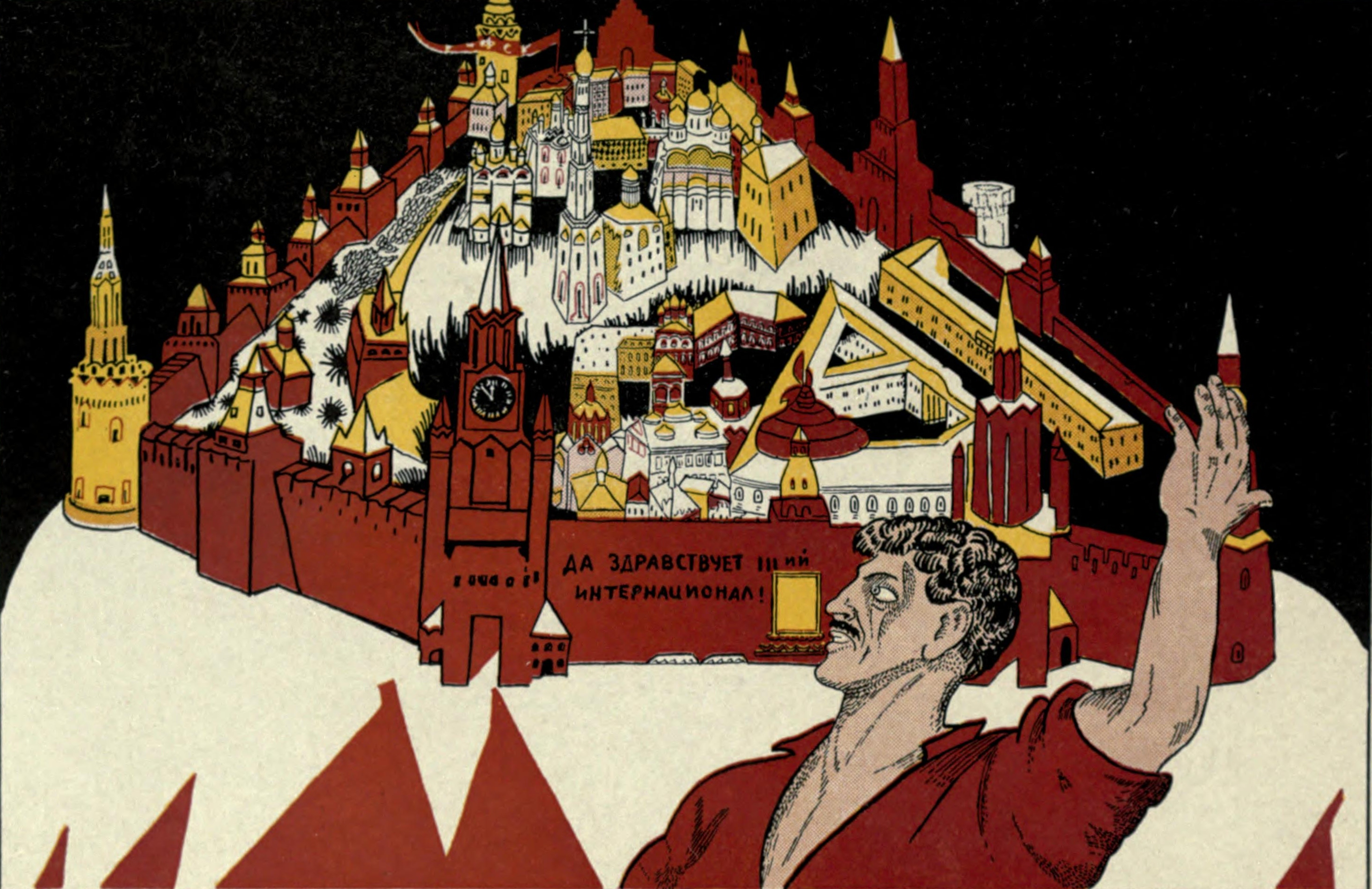
Хай живе III Інтернаціонал!
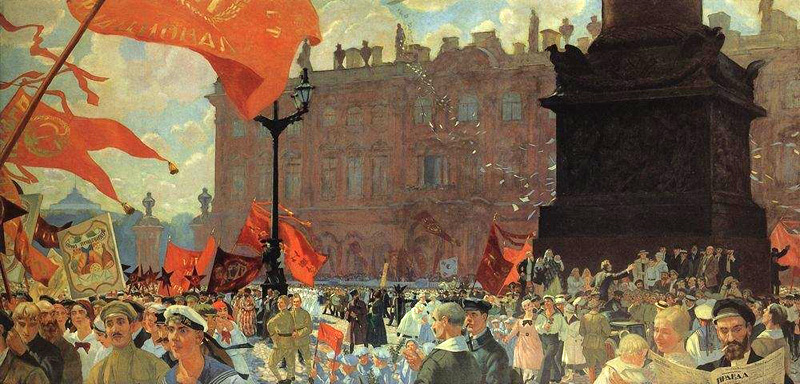
Б. Кустодієв, 1921. Свято на площі Урицького у день відкриття II конгресу Комінтерну.
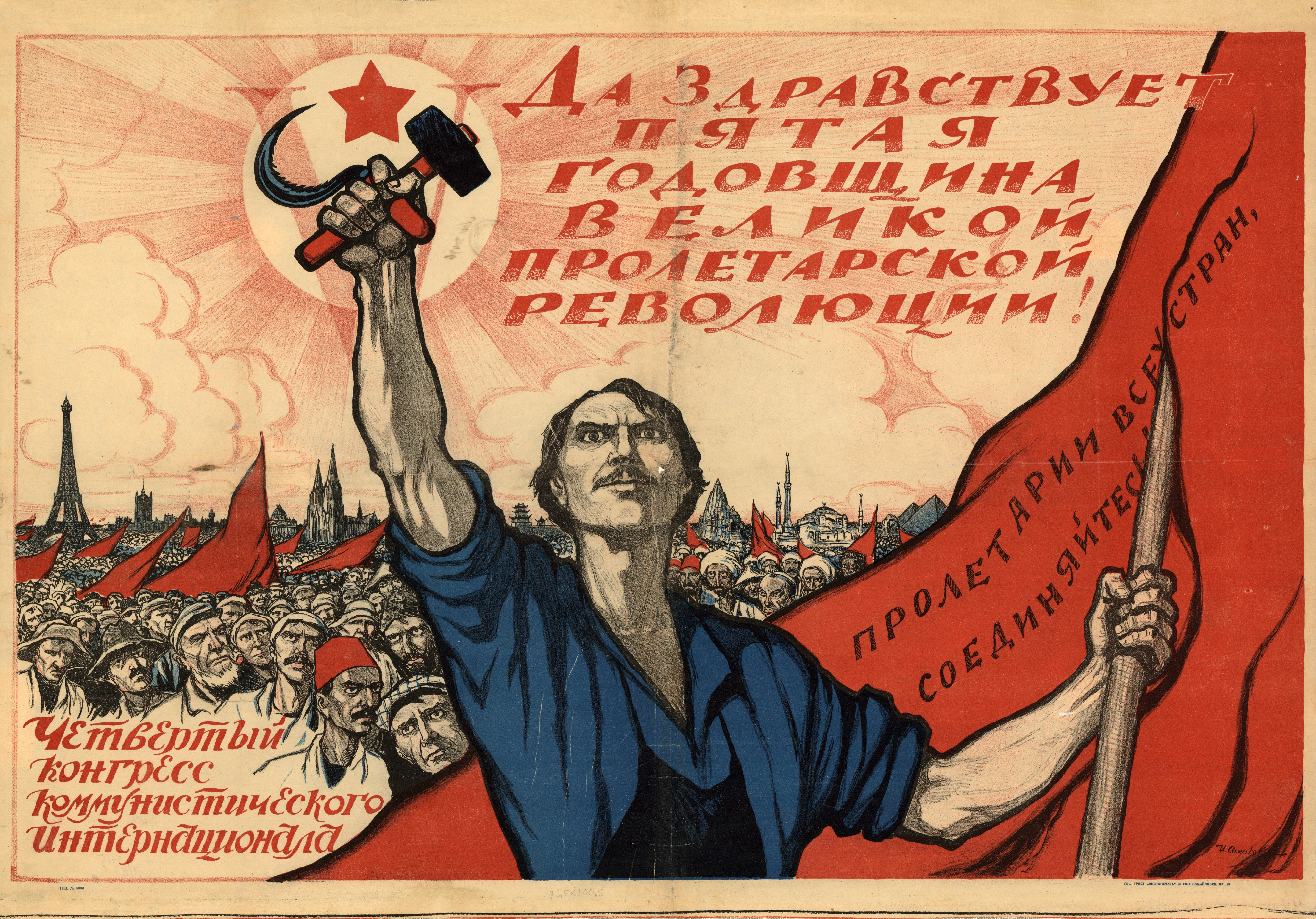
Плакат до IV конгресу Комінтерну
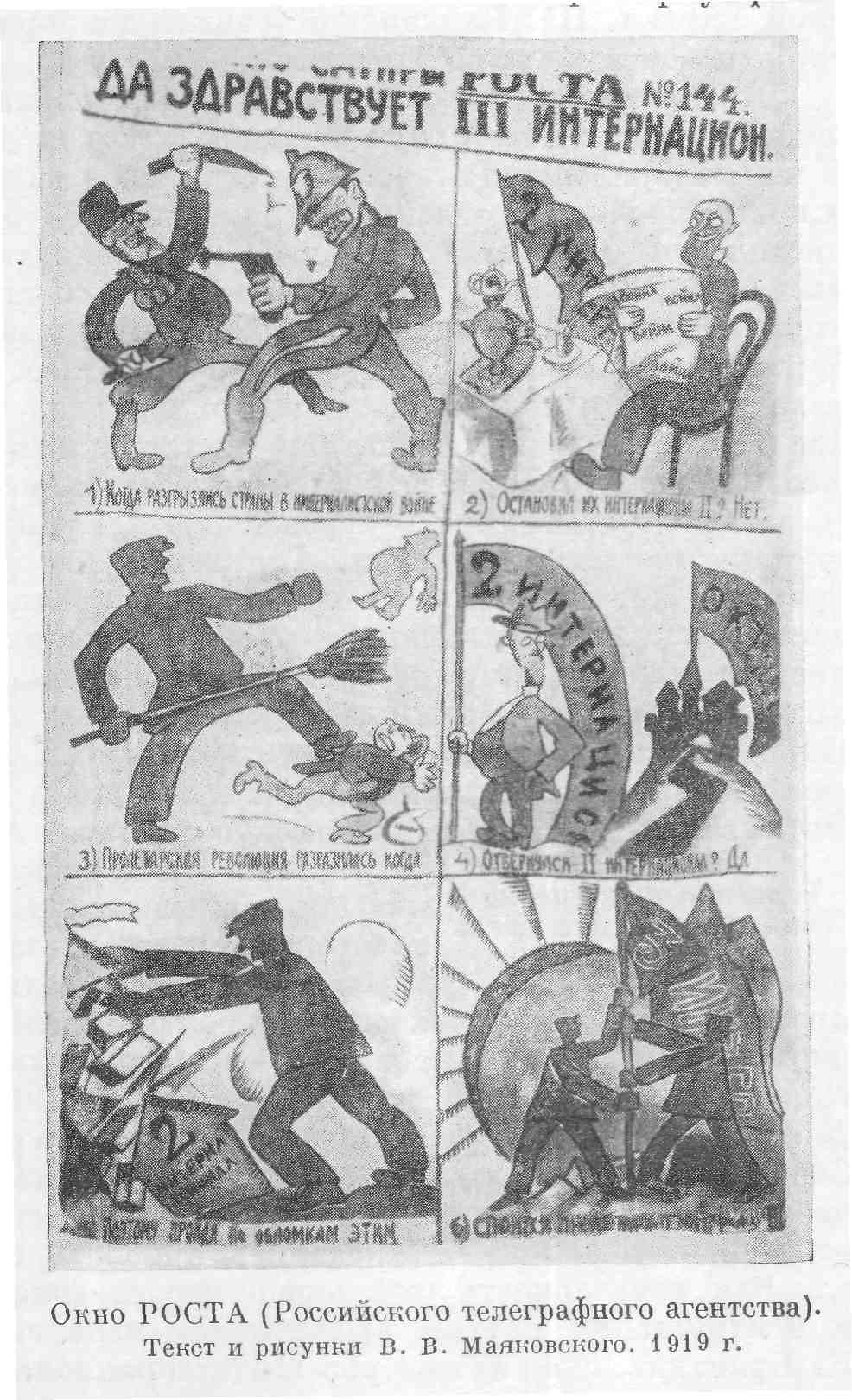
Третій інтернаціонал. Плакат 1919 року. Автор В. Маяковський
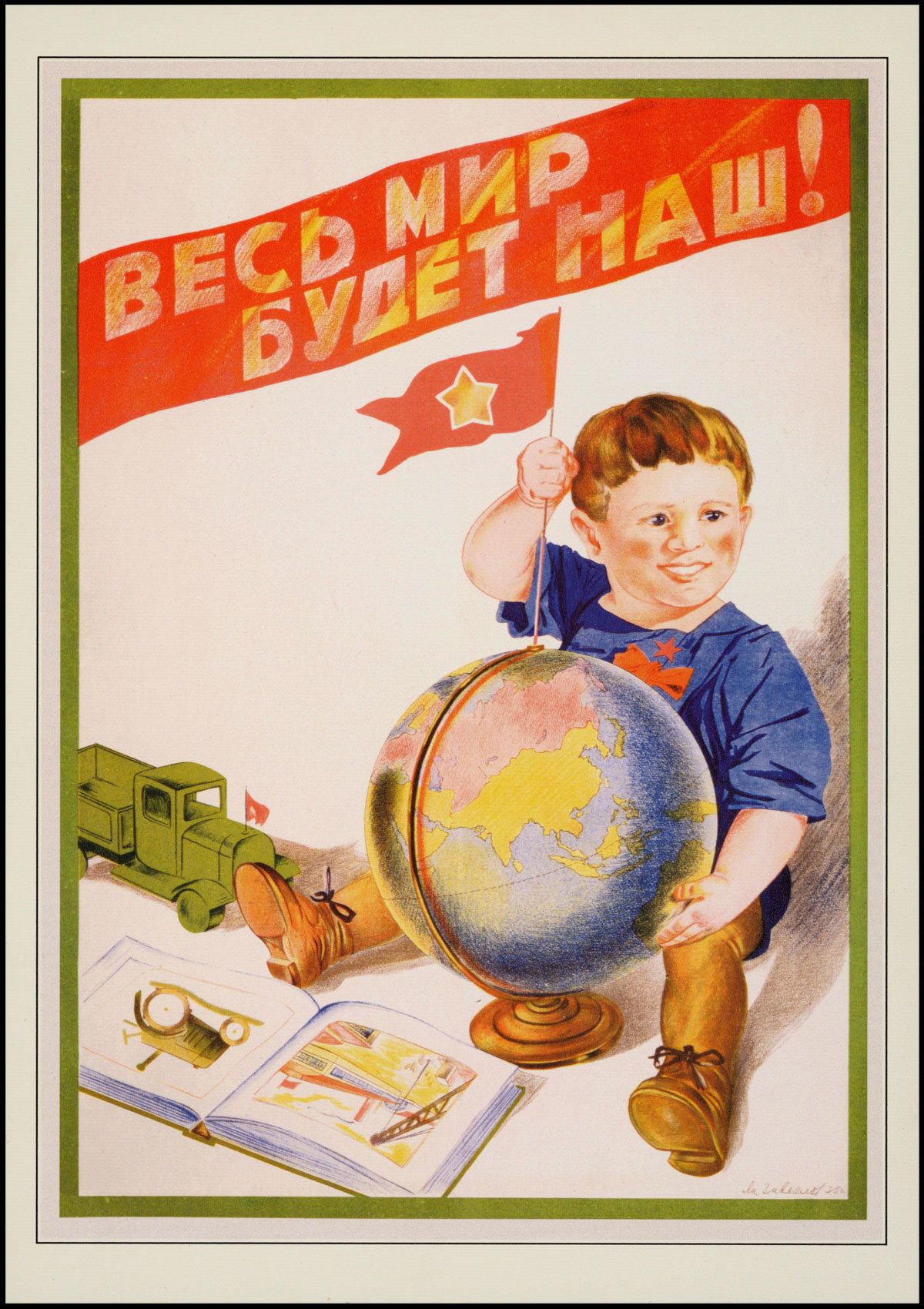
Пропаганда світової революції, 1935
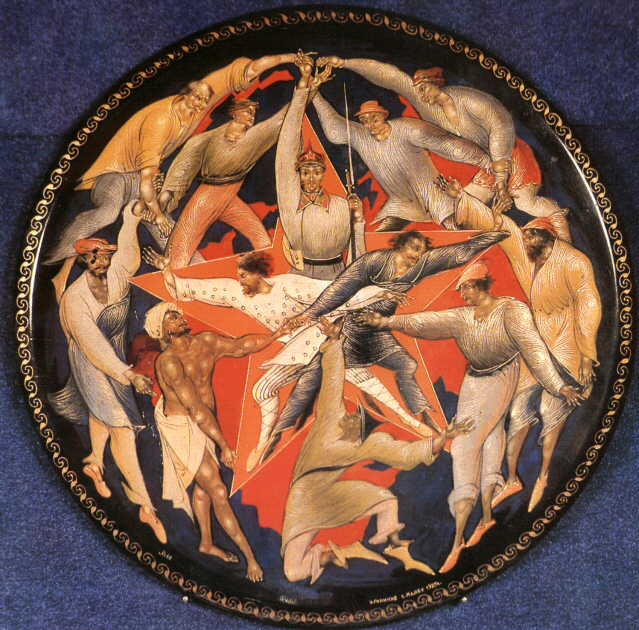
Третій Інтернаціонал. Палехська мініатюра. Художник Іван Голіков, 1927.